# Liste der Kulturdenkmale in Überlingen

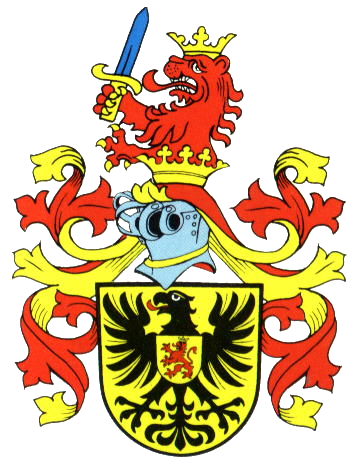
Stadtwappen Überlingen

Diese Liste der Kulturdenkmale in Überlingen enthält die Kulturdenkmale der baden-württembergischen Großen Kreisstadt Überlingen im Bodenseekreis. Da eine offizielle Denkmalliste unter Verschluss gehalten wird und nur bei „berechtigtem Interesse“ eingesehen werden kann, sind hier Bauwerke aufgenommen, deren Denkmalstatus auch anderweitig veröffentlicht wurde, im Grunde aber auf die vom Landesamt für Denkmalpflege Baden-Württemberg, im Jahr 1986 verfasste Liste der Kulturdenkmale der Stadt Überlingen basiert.

## Allgemein
- Bild: Zeigt ein ausgewähltes Bild aus Commons, „Weitere Bilder“ verweist auf die Bilder im Medienarchiv Wikimedia Commons.
- Bezeichnung: Nennt den Namen, die Bezeichnung oder die Art des Kulturdenkmals.
- Lage: Straßenname und Hausnummer oder Flurstücknummer des Kulturdenkmals, gegebenenfalls auch den Ortsteil. Die Grundsortierung der Liste erfolgt nach dieser Adresse. Der Link (Karte) führt zu verschiedenen Kartendiensten mit der Position des Kulturdenkmals. Fehlt dieser Link, wurden die Koordinaten noch nicht eingetragen. Sind diese bekannt, können sie über ein Tool mit einer Kartenansicht einfach nachgetragen werden. In dieser Kartenansicht sind Kulturdenkmale ohne Koordinaten mit einem roten bzw. orangen Marker dargestellt und können durch Verschieben auf die richtige Position in der Karte mit Koordinaten versehen werden. Kulturdenkmale ohne Bild sind an einem blauen bzw. roten Marker erkennbar.
- Datierung: Baubeginn, Fertigstellung, Datum der Erstnennung oder grobe zeitliche Einordnung entsprechend des Eintrags in der zuständigen Denkmaldatenbank (Landesamt für Denkmalpflege Baden-Württemberg).
- Beschreibung: Kurzcharakteristik des Kulturdenkmals.

Diese Liste ist nicht rechtsverbindlich.

## Kernstadt Überlingen

### Stadtbefestigung
| Bild           | Bezeichnung                                | Lage | Datierung             | Beschreibung | ID |
| -------------- | ------------------------------------------ | --- | --------------------- | --- | -- |
| Weitere Bilder | Aufkircher Tor                             | Aufkircher Straße 56 (Karte) | 15. Jahrhundert       | 1452 oder 1470 erstmals erwähnt; letztes erhaltenes Stadttor des äußeren Stadtmauerrings; früher mit Zugbrücke; in den 1960er Jahren Torwachthaus wegen Straßenverbreiterung abgebrochen; seit 1978 Vereinsheim der Schwerttanzkompanie Einfacher Torturm mit Rundbögen, Eckquaderungen, Quadersockel, Zeltdach und Dachreiter Geschützt nach § 28.1.3. DSchG |    |
| Weitere Bilder | Badturm                                    | Christophstraße 2 (Karte) | 15. Jahrhundert       | Wehrturm an der Südwestkante der Stadtbefestigung; Mitte des 19. Jahrhunderts in Wohnungen umgebaut; 1954 wegen des Kursaalbaus alte Kasematten zerstört; heute zum Bad-Hotel und Villa Seeburg zugehörig Im 15. Jahrhundert errichtet; dreigeschossiger Turm, wobei das oberste durch Bögen und Konsolen leicht vorkragt; Zeltdach mit Dachgauben Geschützt nach § 28.1.3. DSchG |    |
| Weitere Bilder | Franziskanertor; früher Barfüßertor        | Franziskanerstraße 21 (Karte) | 1494                  | Anstelle eines älteren Trutztores 1494 zur heutigen Gestalt ausgebaut; letztes erhaltenes Stadttor des inneres Stadtmauerrings; da zu Beginn des 16. Jahrhunderts bereits ein äußerer Stadtmauerring im Bau war, diente das Binnentor seitdem nur als Repräsentationsbauwerk; um1866 Nachbargebäude abgebrochen und somit an der östlichen Seite freigestellt; um 1890 Straßentrasse neben dem Bauwerk angelegt, die um 1950 auf ihre heutige Breite erweitert wurde Massiver, spätgotischer Torturm mit Staffelgiebel, Dachreiter, Spitzbogentor, Maßwerkfenster und Eckrustika aus gelb-grünlichem Sandstein Geschützt nach § 28.1.3. DSchG |    |
|                | Wagsauterturm                              | Friedhofstraße 31 (Karte) | 15. Jahrhundert; 1958 | Nördlichster Wehrturm der Stadtbefestigung; 1958 auf den Grundmauern des in den vorherigen Jahrhunderten zerstörten Vorgängerturmes neu aufgebaut Quadratischer Turm mit kleinen Öffnungen, Eckquaderungen und Zeltdach |    |
| Weitere Bilder | St. Johann-Turm                            | Gradebergstraße 24 (Karte) | 1522; 1632            | Östlicher Wehrturm der Stadtbefestigung auf dem Gelände der ehemaligen Johanniter-Kommende, Turm war aber im städtischen Besitz; bereits im 13. Jahrhundert nachgewiesen; ab 1522 als Rondell ausgebaut und 1632 auf seine heutige Höhe aufgestockt; im Dreißigjährigen Krieg beschädigt; In den 1980er Jahren grundlegend saniert, heute Vereinsheim Rund vierzig Meter hoher Rundturm mit Fensteröffnungen und Zeltdach |    |
|                | Kesselbach- oder Kohlturm                  | Kesselbachstraße 2 (Karte) | 14./17. Jahrhundert   | Der eigentliche Kohlturm befand sich im nördlichen Bereich der Kesselbachstraße, um 1670 wurde er das letzte mal genannt; seitdem der Kesselbachturm auch als Kohlturm bezeichnet; Kesselbachturm wohl als Sicherungsturm für das hölzerne Aquädukt des Kesselbaches errichtet; um 1730 zum Wohnturm umgewandelt Dreigeschossiger Massivbau mit südlich gebauchter Fassade, Fachwerkgiebel, rundem Treppenhausanbau und Krüppelwalmdach Geschützt nach § 28.1.3. DSchG |    |
| Weitere Bilder | Rosenobel                                  | Stadtgraben (Karte) | 1655/59               | Anstelle eines im Dreißigjährigen Krieg zerstörten Vorgängerturms („Roßnauerturm“) 1655 bis 1659 Rosenobel als Rondell mit mehreren tonnengewölbten Kasematten als letztes großes Bauwerk der Stadtbefestigung errichtet (wird oft fälschlicherweise als Rosenobel-Turm bezeichnet) Geschützt nach § 28.1.3. DSchG |    |
|                | Quellturm                                  | Sebastian-Kneipp-Steige (Karte) | 1510                  | Unterhalb des Gallerturms; einst als Fassungsort der Überlinger Heilquelle genutzt Kleiner Rundturm aus Sandsteinquadern mit Gesims und Kegeldach. Geschützt nach § 28.1.3. DSchG |    |
| Weitere Bilder | Gallerturm (früher Wallenturm; Wallerturm) | Zum Gallerturm 17 (Karte) | 1500/03               | Westlicher Wehrturm am Rand des Gallerberges zum Schutz der Fischerhäuservorstadt errichtet; um 1874 Kegeldach durch mittelalterlich romantisierende Zinnenplattform ersetzt, die wiederum 1934 durch ein neues Kegeldach getauscht wurden. Fünfgeschossiger Rundturm mit Kegeldach, Konsolenfries und Zwinger; Rundbogenfenster aus dem 19. Jahrhundert an der Nordseite erhalten Geschützt nach § 28.1.3. DSchG |    |
| Weitere Bilder | Sachgesamtheit Stadtbefestigung            | Stadtbefestigung (mit Türmen, Toren und Schanzen), Stadtmauerabschnitte entlang des inneren und äußeren Stadtmauerrings entlang der Altstadt sowie der Stadtteile Dorf (nördlich der Altstadt) und Fischerhäuservorstadt (westlich der Altstadt) (Karte) | 13.-17. Jahrhundert   | Innerer Stadtmauerring (rund 1,6 km): Stadtbefestigung erstmals 1232 genannt („infra muros“), Wälle ab 1250 durch Stadtmauer ersetzt; entlang der heutigen Altstadt: Grabenstraße, Stadtgraben (Franziskanerkloster und Rosenobelhaus auf der Mauerkante) Rosenobelgraben; St. Johanngraben, Hellgraben (heute Mantelhafen) Türme und Stadttore (südwestlich beginnend): Storchenturm (Pulverturm; um 1872 abgebrochen), Rudolfs- oder Fidelistor (zeitweise Gefängnis; 1865 abgebrochen), Christophstor (um 1830 abgebrochen), Turm am Stadtgraben (erhalten; Altes Gefängnis), Franziskanertor (erhalten), Turm am Franziskanerkloster (seit dem frühen 18. Jahrhundert nicht mehr nachweisbar), angrenzender äußerer Ring (am Wiestor), Rosenobel (erhalten), Obertor (1880 eingestürzt), St. Johann-Turm (erhalten), Stadtmauerturm (abgegangen), Helltor (oder Hölltor; äußeres 1823 abgebrochen, inneres 1837), Wetzenstein- oder Zeughaustor (als Zugang zum Hellgraben, am östlichen Ende der heutigen Hafenstraße; um 1840 abgebrochen), Pulverturm (um 1865 abgebrochen), Turm an der Seestadtmauer (1577 wird er im Hinterhofbereich des Hauses Hafenstraße 8 oder 10 erwähnt; der namenlose Turm mit Zwiebel- bzw. Kegeldach ist noch bis 1800 auf mehreren Stadtansichten sichtbar, der Zweck des Turms blieb jedoch unklar), Fahrtor (oder Fährtor, Gstadt Stad, Stadtor; mit Schiffsanlegestellen als Seezugang zur Stadt, 1858 mit den Spitalgebäuden am Seeufer abgebrochen, heute Landungsplatz) Äußerer Stadtmauerring (rund 1,1 km): von 1450 bis um 1550/1630 zum Schutz des Dorfes und der Fischerhäuservorstadt errichtet (Grundgraben, Blattergraben, Scheerengraben) Türme und Stadttore (südlich Beginnend): Kuderturm (um 1860 abgebrochen; Pulverturm an der Südostecke des heutigen Badgarten) Badturm (erhalten), Grundtor (1838 abgebrochen), Quellturm (erhalten), Gallerturm (erhalten), Gallertor (erhalten; Rundbogentor als Zugang vom Grund- zum Blatterngraben), Aufkircher Tor (erhalten), Wagsauterturm (erhalten), Gansertor (im 18. Jahrhundert abgebrochen), Kohlturm (um 1670 letztmals erwähnt) Kesselbachturm (erhalten; auch als Kohlturm bezeichnet), Wiestor (äußeres 1828 abgebrochen, inneres 1843), angrenzend der innere Ring zum Rosenobel Geschützt nach § 28.1.3 DSchG |    |

### Innerhalb der Stadtmauer
| Bild           | Bezeichnung                                                                                       | Lage                                   | Datierung                                         | Beschreibung | ID |
| -------------- | ------------------------------------------------------------------------------------------------- | -------------------------------------- | ------------------------------------------------- | --- | -- |
| Weitere Bilder | Gunzoburg                                                                                         | Aufkircher Straße 3 (Karte)            | 1363/64                                           | angeblicher Sitz des Alamannen-Herzogs Gunzo im 7. Jahrhundert; eigentlich spätmittelalterliches Patrizierhaus; Fachwerk aus den Jahren 1363/64; 1732 erstmals als Burg bezeichnet; im 19. Jahrhundert Fresko von „Gunzo“ an die Fassade angebracht. Dreigeschossiger Massivbau mit Fachwerkgiebeln und Satteldach. |    |
|                |                                                                                                   | Aufkircher Straße 5 (Karte)            |                                                   | Ehemaliges Zunfthaus der Rebleute (Wolferzunft); Haus zum Wolf; im 19. Jahrhundert kurzzeitig Gebäude der Höheren Bürgerschule. Dreigeschossiges Fachwerkhaus mit Krüppelwalmdach. |    |
|                |                                                                                                   | Aufkircher Straße 9 (Karte)            |                                                   | Zweigeschossiger Bau mit Fachwerkobergeschoss |    |
|                |                                                                                                   | Aufkircher Straße 10 (Karte)           |                                                   | |    |
|                |                                                                                                   | Aufkircher Straße 11 (Karte)           |                                                   | Zweigeschossiger Bau mit vorkragendem Fachwerkobergeschoss |    |
|                |                                                                                                   | Aufkircher Straße 13 (Karte)           |                                                   | Früher Haus der Grafen von Zimmern; auch Messkircher Haus Dreigeschossiger Massivbau |    |
|                |                                                                                                   | Aufkircher Straße 14 (Karte)           |                                                   | Fachwerkhaus |    |
|                |                                                                                                   | Aufkircher Straße 15 (Karte)           |                                                   | Zweigeschossiger Bau, traufständig; in den 1950er Jahren verändert |    |
|                |                                                                                                   | Aufkircher Straße 17 (Karte)           |                                                   | Giebelständiger Bau mit Fachwerk |    |
|                |                                                                                                   | Aufkircher Straße 18 (Karte)           |                                                   | |    |
|                |                                                                                                   | Aufkircher Straße 19 (Karte)           |                                                   | Zweigeschossiger Bau mit Fenstergruppe, Fresko mit Darstellung des Schwerttanzes und Kellerhalsvorbau |    |
|                | Haus Illmensee                                                                                    | Aufkircher Straße 21 (Karte)           | 1687; 1950er                                      | Zweigeschossiger Bau mit Satteldach und Kellerhalsvorbau; in den 1950er Jahren aufgestockt und Fachwerkfassade hinzugefügt; Wappen der Gemeinde Illmensee am Haus und Doppelwappen über dem Torbogen des Kellervorbaus mit der Jahreszahl 1687 |    |
|                |                                                                                                   | Aufkircher Straße 26 (Karte)           |                                                   | |    |
|                |                                                                                                   | Aufkircher Straße 27 (Karte)           |                                                   | |    |
|                |                                                                                                   | Aufkircher Straße 28 (Karte)           |                                                   | |    |
| Weitere Bilder |                                                                                                   | Aufkircher Straße 29 (Karte)           |                                                   | Zweigeschossiger Bau mit Fensterverdachungen, Eingangstor und Kellerhalsvorbau |    |
| Weitere Bilder | St. Jodok                                                                                         | Aufkircher Straße 32 (Karte)           | 1462                                              | 1462 als Pfarrkirche im Dorf geweiht; einstige Kirche einer Jakobsbruderschaft am Pilgerweg nach Santiago de Compostela; im 18. Jahrhundert im Innern barockisiert; Anfang des 20. Jahrhunderts bedeutende Fresken im Innern wieder freigelegt; um 1914 profaniert und 1934 wieder geweiht; 1977 in Stand gesetzt. In Häuserflucht integrierte, spätgotische Saalkirche mit polygonalem Chor; Maßwerkfenstern und Glockengiebel |    |
|                |                                                                                                   | Aufkircher Straße 33 (Karte)           |                                                   | Zweigeschossiger Fachwerkbau mit Aufzugsgaube |    |
|                |                                                                                                   | Aufkircher Straße 34 (Karte)           | Um 1669                                           | Ehemaliges Rebbauernhaus; zwei Fachwerkgeschosse mit massivem Erdgeschoss |    |
|                |                                                                                                   | Aufkircher Straße 35 (Karte)           |                                                   | |    |
|                |                                                                                                   | Aufkircher Straße 38 (Karte)           |                                                   | Fachwerkhaus mit Krüppelwalmdach, Umfassungsmauer und Torbogen |    |
|                |                                                                                                   | Aufkircher Straße 40 (Karte)           |                                                   | |    |
|                |                                                                                                   | Aufkircher Straße 42 (Karte)           |                                                   | | BW |
|                |                                                                                                   | Aufkircher Straße 43 (Karte)           |                                                   | |    |
|                |                                                                                                   | Aufkircher Straße 48 (Karte)           |                                                   | |    |
|                | Neustadtbrunnen                                                                                   | Aufkircher Straße (Karte)              | 1847; 2007                                        | Brunnen; seit 2004 unter Denkmalschutz; 2007 neu erstellt |    |
| Weitere Bilder | Bad-Hotel                                                                                         | Christophstraße 2 (Karte)              | 1835/1850                                         | Auf dem Platz des spätmittelalterlichen Bad zu den Fischerhäusern; Hotelgebäude am (späteren) Badgarten um 1835 und 1850 zur heutigen Gestalt ausgebaut Massivbau aus der Biedermeierzeit mit Mansardwalmdach |    |
| Weitere Bilder | Warmbad des Bad-Hotel                                                                             | Christophstraße 2 (Karte)              | 1905                                              | Westlich des Bad-Hotel 1905 Bau des neobarocken Gebäude des Warmbades; über Brückenkonstruktion mit dem Hotelgebäude verbunden Zweigeschossiger Gebäude, Sockel aus Bossenmauerwerk, Mansarddach mit Krüppelwalm |    |
|                | Villa Seeburg                                                                                     | Christophstraße 2 (Karte)              | 1907                                              | Als Teil des Bad-Hotel ab 1907 in direktem Zusammenhang an den Badturm erbaut; von 1933 bis 1993 durch Kreuzschwestern aus dem Kloster Hegne als Kneipp-Erholungsheim Seeburg geführt; seitdem wieder Teil des Bad-Hotel Dreigeschossiges Gebäude im Jugendstil mit Turmerker, Mansarddach und Giebel |    |
|                | Kursaal mit Außenanlagen                                                                          | Christophstraße 2 (Karte)              | 1954/55                                           | Veranstaltungshalle zwischen Bad-Hotel und Badturm; während des Baus 1953 die an den Badturm anschließenden zweistöckigen Kasematten zerstört und ein um 1560 angelegter Damm planiert. 1954 als Kursaal am See eröffnet; Planungen zum Abriss des Kursaales in den 1980er Jahren, um Platz zu schaffen für einen Erweiterungsbau des Bad-Hotels; 1986 wurde der Kursaal als einfaches Kulturdenkmal unter Denkmalschutz gestellt, da er als ein Beispiel für die Architektur der 1950er Jahre gilt; 1992/93 Umbau des Kursaals mit neuem Erweiterungsbau Saalbau mit geschwungener Glasfassade, verglastem Eingangsbereich mit Natursteinmauer und überkragendem Betondach auf schlanken Stützen; Inneneinrichtung noch weitestgehend original erhalten Geschützt nach § 2 DSchG |    |
|                |                                                                                                   | Christophstraße 15 (Karte)             |                                                   | |    |
|                |                                                                                                   | Christophstraße 17 (Karte)             | 1535; um 1780                                     | 1535 bis 1808 Teil des Konventsgebäudes (Häuserreihe Christophstraße 17, 19, 21) des Franziskanerinnenklosters St. Gallus; 1535 erbaut; um 1780 umgebaut oder teilweiser Neubau; im 19. Jahrhundert zum Wohnhaus umgebaut Zweigeschossiger Massivbau mit Fenstergesims |    |
|                | Vanottihaus                                                                                       | Christophstraße 18 (Karte)             | 1575 (erwähnt); 18. Jahrhundert                   | Dreiteiliger Gebäudekomplex zwischen Christophstraße, Zeughausgasse- und Jakob-Kessenring-Straße; ursprünglich aus dem 16. Jahrhundert (Südflügel) und dem 18. Jahrhundert (Nordflügel); bis um 1800 Patrizierhaus der Familie von Lentz; um 1840 von einem Nachkommen einer italienischen Handelsfamilie, dem späteren Spitalverwalter Constantin Vanotti erworben; nach Um- und Erweiterungsbauten in den 1920er Jahren als Weinrestaurant und Café Vanottihaus geführt; heute Wohn- und Geschäftshaus. Barocker Nordflügel aus dem 18. Jahrhundert mit Erker, Rundbogentor im Erdgeschoss, Mansardwalmdach, Treppenturm mit steinerner Wendeltreppe und Zeltdach, östlich angebautem Torflügel der die Gasse überspannt; Zweigeschossiger Südflügel ebenfalls mit Mansarddach Geschützt nach § 28.1.3 DSchG |    |
|                |                                                                                                   | Christophstraße 19 (Karte)             | 1535; um 1780                                     | 1535 bis 1808 Teil des Konventsgebäudes (Häuserreihe Christophstraße 17, 19, 21) des Franziskanerinnenklosters St. Gallus; 1535 erbaut; um 1780 umgebaut oder teilweiser Neubau; im 19. Jahrhundert zum Wohnhaus umgebaut. Zweigeschossiger Massivbau mit Fenstergesims und Zwerchhaus |    |
|                |                                                                                                   | Christophstraße 19a (Karte)            | Um 1780                                           | Ehemalige Mädchenschule im Hinterhof des Franziskanerinnenklosters St. Gallus; um 1780 erbaut |    |
|                |                                                                                                   | Christophstraße 21 (Karte)             | 1535; um 1780                                     | 1535 bis 1808 Teil des Konventsgebäudes (Häuserreihe Christophstraße 17, 19, 21) des Franziskanerinnenklosters St. Gallus; 1535 erbaut; um 1780 umgebaut oder teilweiser Neubau; 1863 evangelisches Pfarrhaus bis 1908; seitdem Wohnhaus Zweigeschossiger Bau mit Krüppelwalmdach |    |
|                |                                                                                                   | Christophstraße 24 (Karte)             |                                                   | Geschützt nach § 2 DSchG |    |
|                |                                                                                                   | Christophstraße 40 (Karte)             |                                                   | Dreigeschossiges Eckgebäude mit Walmdach Geschützt nach § 2 DSchG |    |
|                |                                                                                                   | Christophstraße 43 (Karte)             |                                                   | Bis 1806 Zunfthaus der Schuhmacher; auch der Merzler, Krämer, Sattler, Beutler, Seiler und Apotheker; danach Gasthaus Zum Wilden Mann; heute Wohn- und Geschäftshaus Zweigeschossiger, traufständiger Massivbau mit drei Rundbogentoren |    |
|                |                                                                                                   | Christophstraße 45 (Karte)             |                                                   | Dreigeschossiger Bau mit zwei vorkragenden Fachwerkgeschossen |    |
|                |                                                                                                   | Christophstraße 49 (Karte)             | Um 1549                                           | Dreigeschossiges Eckgebäude mit Satteldach, Erd- und erstes Obergeschoss massiv, darüber Fachwerkgeschosse |    |
|                |                                                                                                   | Franziskanerstraße 4 (Karte)           | Um 1575                                           | Patrizierhaus Kessenring; Jahreszahl am Erker 1575; 2011 bei Brand beschädigt, danach Wandmalereien im Innern freigelegt. Dreigeschossiger Massivbau mit spätgotischem Fensterband und Erker im ersten Obergeschoss an der Franziskanerstraße; Giebelständige Rückseitenfassade am Münsterplatz aus Fachwerk |    |
| Weitere Bilder | Stadtapotheke; früher Obere Apotheke                                                              | Franziskanerstraße 7 (Karte)           | Um 1595                                           | Um 1595 mittelalterliches Gebäude zur heutigen Gestalt erweitert. Ende des 19. Jahrhunderts mit Elementen des Historismus (unter anderem Pilaster und Fensterüberdachungen) umgestaltet, die in den 1950er Jahren wieder entfernt wurden; Ende der 1990er Jahre umfassend restauriert. Träger des Denkmalschutzpreises Baden-Württemberg 1998 Traufständiges Gebäude mit zwei Stockwerken, Mezzanin und dreigeschossigem Dachstuhl. Im ersten Obergeschoss ein Erker mit Gesimsen und Konsolenfries unter der Dachtraufe |    |
|                |                                                                                                   | Franziskanerstraße 9 (Karte)           |                                                   | Dreigeschossiger Massivbau |    |
|                |                                                                                                   | Franziskanerstraße 11 (Karte)          |                                                   | Dreigeschossiger Massivbau |    |
| Weitere Bilder | Salmansweiler Hof                                                                                 | Franziskanerstraße 15 (Karte)          | 1525/30                                           | Ehemaliger Pfleghof der Reichsabtei Salem (Salmannsweiler); Südteil des dreiteiligen Gebäudekomplexes; um 1525/30 erbaut; im 19. Jahrhundert Brauerei mit Gastwirtschaft, um 1910 mit Maschinenhaus (Steinhausgasse 2) und hohem Schornstein erweitert; später Brauerei aufgegeben und Schornstein entfernt; in den 1950er Jahren umgebaut Massiver, traufständiger Satffelgiebelbau mit hohem Sockel, Gesims und Eckquaderungen |    |
| Weitere Bilder | Salmansweiler Hof                                                                                 | Franziskanerstraße 15 (Karte)          | 1525/30                                           | Ehemaliger Pfleghof der Reichsabtei Salem; Torbau des dreiteiligen Gebäudekomplexes; um 1525/30 erbaut Zweigeschossiger Verbindungsbau mit Segmentbogentor, Rundbogennische mit Heiligenfigur, spätgotischen Fenstern, Zinnen und Erker, als Konsole unter dem Erker ein Grüner Mann |    |
| Weitere Bilder | Salmansweiler Hof                                                                                 | Franziskanerstraße 17 (Karte)          | 1525/30                                           | Ehemaliger Pfleghof der Reichsabtei Salem; Nordteil des dreiteiligen Gebäudekomplexes; um 1525/30 erbaut; 1535 Hauskapelle mit Sterngewölbe im Erdgeschoss eingebaut (heute Ladenlokal); Anfang des 20. Jahrhunderts als Druckereigebäude der Lokalzeitung „Seebote“ genutzt. Zweigeschossiger Massivbau mit Staffelgiebel und Eckquaderungen, im Erdgeschoss zwei Spitzbogenfenster (ehemalige Hauskapelle). |    |
| Weitere Bilder | Franziskanerkirche zur unbefleckten Empfängnis                                                    | Franziskanerstraße 20 (Karte)          | 1308/48; 1750er / -60er Jahre                     | Ursprünglich gotische Klosterkirche; 1308 Stiftung zum Kirchenbau, 1348 Mariä Empfängnis geweiht; im 15. und 16. Jahrhundert erweitert; ab 1752, unter Johann Michael Beer, Franz Ludwig Herrmann, Joseph Anton Feuchtmayer und Gottfried Bernhard Göz, umfassend barockisiert; bis 1808 Klosterkirche der Franziskaner Dreischiffige Basilika mit hohem Chor samt Strebepfeilern und Dachreiter |    |
|                | Alten- und Pflegeheim St. Franziskus                                                              | Franziskanerstraße 22 (Karte)          | 13./14. Jahrhundert; frühes 18. Jahrhundert; 1888 | Ehemaliges Franziskanerkloster; Klostergebäude im 14. Jahrhundert am nördlichen Rand des inneren Stadtmauerrings, neben dem (späteren) Franziskanertor errichtet; Ab 1700 Konventsgebäude, unter teilweisen Einbeziehung der älteren Bausubstanz zum dreiteiligen Gebäudekomplex umgebaut; Klostermauer entlang der heutigen Spitalgasse; nach Klosterauflösung 1808 als Wohnung für die letzten Überlinger Kapuziner genutzt (bis 1820); dann (nach erheblichen Umbauten, Abbruch der Heiligkreuz-Kapelle) städtisches Schulgebäude mit Leopold-Sophien-Bibliothek; ab den 1840er Jahren Großherzogliches Bezirksstrafgericht mit Gefängnis; nach der Badischen Revolution 1850 Kaserne dort eingerichtet; seit 1855 ehemaliges Klostergebäude wieder im städtischen Besitz und 1857 das Heilig-Geist-Spital (vom heutigen Landungsplatz) hier eingerichtet; aufgrund drohender Einsturzgefahr Ostflügel im Jahr 1888 abgerissen und durch kürzeren Neubau mit größeren Fenstern ersetzt; in der Mitte des 20. Jahrhunderts zum Altenheim umgebaut; in den 1990er und 2000er Jahren grundlegende Sanierungen Dreiteiliger Gebäudekomplex: dreigeschossiger Langhausbau (West-, Mittel- und Ostflügel) entlang des Stadtgraben auf der Mauerkante des inneren Stadtmauerrings; an das Langhaus angrenzend, zwei dreigeschossige, nach Süden in Richtung der Klosterkirche gerichtete Gebäudeflügel |    |
|                |                                                                                                   | Friedhofstraße 1 (Karte)               |                                                   | Zweigeschossiges Fachwerkhaus |    |
|                |                                                                                                   | Friedhofstraße 2 (Karte)               |                                                   | |    |
|                |                                                                                                   | Friedhofstraße 3 (Karte)               |                                                   | |    |
|                |                                                                                                   | Friedhofstraße 5 (Karte)               |                                                   | Fachwerkhaus mit Kellerhalsvorbau |    |
|                |                                                                                                   | Friedhofstraße 6 (Karte)               |                                                   | |    |
|                |                                                                                                   | Friedhofstraße 13 (Karte)              |                                                   | |    |
|                |                                                                                                   | Friedhofstraße 25 (Karte)              |                                                   | Giebelständiges Fachwerkhaus |    |
| Weitere Bilder | Ehemaliges Großherzogliches Amtsgefängnis mit Gefängnismauer                                      | Gartenstraße 2 (Karte)                 | 1892/93                                           | Bis ins 20. Jahrhundert als Gefängnis genutzt; heute Wohnhaus Dreigeschossiger Werksteinbau im Stil der Neugotik (ähnlich dem katholischen Pfarramt am Münsterplatz), enthält geohrte Segmentbogenfenster, Turmanbau an der Nordseite mit spitzem Dach, Strebepfeiler, stehendem Vierpass-Fenster sowie ein mit Spitz- und Kielbogen ausgestattetes Portal, Mittelrisalit an der Südfassade und Konsolenfries um das Gebäude. Umfassungsmauer enthält einen mit Zinnen geschmückten Torbogen. Architekt: Josef Durm |    |
|                |                                                                                                   | Gartenstraße 15 (Karte)                |                                                   | |    |
|                |                                                                                                   | Gartenstraße 17 (Karte)                |                                                   | Fachwerkhaus mit Krüppelwalmdach |    |
|                | Gondelhafen                                                                                       | (Karte)                                |                                                   | Hafen, zur reichsstädtischen Zeit Graben vor der westlichen Stadtbefestigung (Grundtor); danach Schützengraben; im 19. Jahrhundert zum Hafen umgebaut; seit Ende der 1970er Brücke über der Seezufahrt |    |
|                | Evangelisches Pfarrhaus                                                                           | Grabenstraße 2 (Karte)                 | 1875/77                                           | Anstelle des Storchenturms 1875/77 als Villa des evangelischen Stadtpfarrer errichtet; seit 1908 Pfarr- und Gemeindehaus Palaisartiger Bau im Stil des Neoklassizismus; dreigeschossig auf L-förmigen Grundriss. Erdgeschoss mit Bandrustika, Obergeschosse mit Pilastern, Seitenrisaliten, Attikageschoss und Fensterüberdachungen gestaltet; Südfassade mit Dreiecksgiebel und Balkon ausgestattet Geschützt nach § 12 DSchG |    |
| Weitere Bilder | Zum Grünen Baum                                                                                   | Grabenstraße 8 (Karte)                 |                                                   | Östlicher Gebäudeteil mit „Zunftstube“ der Gerber; dort befindet sich das Zunftwappen der Gerber aus dem Jahr „1749“, obwohl die Überlinger Gerberzunft bereits seit Ende des 15. Jahrhunderts nicht mehr existierte |    |
|                |                                                                                                   | Grabenstraße 10 (Karte)                |                                                   | Ehemalige Färberei; innere Färbe und Mang Dreigeschossiger Massivbau mit Walmdach. In die Straßenflucht vorspringend, da bis um 1830 das Christophstor an das Gebäude angrenzte |    |
|                | Bürgerhaus                                                                                        | Grabenstraße 12 (Karte)                | 13. Jahrhundert; 1412                             | Rückwärtiges Außenmauerwerk des Unter- und Erdgeschoss Teil des inneren Stadtmauerrings; Gebäude im Kern aus dem Jahr 1412 Viergeschossiger Massivbau mit Gewölbekeller und Satteldach |    |
|                | Blatternhaus                                                                                      | Grabenstraße 18 (Karte)                | 1705                                              | Um 1500 als Haus für besonders ansteckende Kranke (vor allem Syphilis- und Pestkranke) südliche des Blatterngraben am Rand der Altstadt (im Gänsbühl) gegründet; 1666 soll eine Frau lebendig im Haus eingemauert worden sein; Blatternhaus 1705 neu errichtet und folgend als Internierungsgebäude, Quartier für geistig behinderte Menschen, Cholerahaus (1820), Isolierstation und Gesellenspital genutzt; Seit dem Bau des städtischen Krankenhauses um 1885, zum Wohnhaus umfunktioniert Freistehendes Fachwerkhaus mit verputztem Westgiebel | BW |
|                |                                                                                                   | Gradebergstraße 1 (Karte)              | Spätes 18. Jahrhundert                            | Im Jahr 1781 Einsturz des Vorgängergebäudes (Benefiziathaus der Erzbruderschaft); von 1876 bis 1880 Gebäude der Spar- und Waisenkasse; seitdem Wohn- und Geschäftshaus Zweigeschossiger Massivbau mit Rundbogentor und Walmdach |    |
|                |                                                                                                   | Gradebergstraße 3 (Karte)              |                                                   | Fachwerkhaus mit massivem Erdgeschoss und Krüppelwalmdach | BW |
|                |                                                                                                   | Gradebergstraße 4 (Karte)              |                                                   | | BW |
|                |                                                                                                   | Gradebergstraße 5 (Karte)              |                                                   | | BW |
|                |                                                                                                   | Gradebergstraße 6 (Karte)              |                                                   | | BW |
|                |                                                                                                   | Gradebergstraße 8 (Karte)              |                                                   | Nach Gebäudeeinsturz auf der gegenüberliegenden Straßenseite (Gradebergstraße 1) 1781, als Benefiziathaus der Erzbruderschaft genutzt (bis ins 19. Jahrhundert) Traufständiger Massivbau |    |
| Weitere Bilder | Städtische Musikschule                                                                            | Gradebergstraße 9 (Karte)              | Um 1500; 1558 am Wappen                           | Errichtet als weiteres Patrizierhaus der Reichlin von Meldegg; später Sättelinsches Haus; Mitte des 19. Jahrhunderts bis 1892 Großherzogliches Amtsgericht; von 1912 bis 1957 Gewerbeschule; seit 1987 städtische Musikschule Freistehender, dreigeschossiger Massivbau mit Staffelgiebel, spitzbogigem Portal, Traufgesims und Eckquaderungen; kleiner Sitzerker an der Südfassade, im Innern Wandmalereien |    |
| Weitere Bilder | Menzinger-Haus                                                                                    | Gradebergstraße 10 (Karte)             |                                                   | Ehemaliges Patrizierhaus und einstiges Wohnhaus des liechtensteinischen Offiziers und Malers Moriz Menzinger Dreigeschossiger Bau mir Satteldach, eingefassten Fensterumrandungen und Eckbemalung; großes Rundbogentor nördlich an das Gebäude anschließend |    |
|                |                                                                                                   | Gradebergstraße 20 (Karte)             | 1495                                              | Unter Bürgermeister Clemens Reichlin von Meldegg als weiteres Patrizierhaus der Familie am Luzienberg errichtet Freistehender, dreigeschossiger Massivbau mit Walmdach und großer (moderner) Fledermausgaube am Südteil; Turmanbau mit Zeltdach an der Straßenfassade |    |
|                |                                                                                                   | Gradebergstraße 22 (Karte)             |                                                   | Spätmittelalterlicher Massivbau mit Eckquaderungen |    |
|                | Ehemalige Johanniter-Kommende, St. Johann-Haus mit zugehörigen Gebäuden und Parkanlagen (Schanze) | Gradebergstraße 24 (Karte)             | Um 1743                                           | Ehemaliges Ritterhaus der Johanniterkommende (1257–1806) von 1743, im Kern älter; erbaut auf der Mauerkante des Stadtgraben; nach Auflösung des Ordens, Ritterhaus bis 1833 als badisches Forstamt und Lager genutzt; 1818 Johanniterkirche abgebrochen; nach der Badischen Revolution 1850 Kaserne dort eingerichtet; nach mehreren Verkäufen St. Johann-Haus heute Bürogebäude Massiver dreigeschossiger Bau mit Rundbogentor und Walmdach Nebenstehendes Waschküchenhaus von 1715, zweigeschossig mit Fachwerk im Obergeschoss und halbseitigem Krüppelwalmdach. |    |
|                |                                                                                                   | Gunzoweg 2 (Karte)                     |                                                   | Fachwerkhaus |    |
|                |                                                                                                   | Gunzoweg 3 (Karte)                     |                                                   | Giebelständiger Bau mit zwei Fachwerkgeschossen |    |
|                |                                                                                                   | Gunzoweg 5 (Karte)                     |                                                   | |    |
|                |                                                                                                   | Hafenstraße 3 (Karte)                  |                                                   | Verputztes Fachwerkhaus mit vorkragendem Obergeschoss Geschützt nach § 2 DSchG |    |
|                |                                                                                                   | Hafenstraße 4 (Karte)                  |                                                   | Dreigeschossiger Bau mit vorkragendem Fachwerkgeschoss Geschützt nach § 2 DSchG | BW |
|                |                                                                                                   | Hafenstraße 5 (Karte)                  |                                                   | Traufständiger Bau mit Gesims und Aufzugsgaube Geschützt nach § 2 DSchG |    |
|                |                                                                                                   | Hafenstraße 6 (Karte)                  | 1704; 1960er                                      | Bis um 1636 Gasthof zum Schwarzen Adler (an die Jakob-Kessenring-Straße 38 verlegt); danach Pfleghof des Zisterzienserinnen-Kloster Wald; 1704 Um- bzw. Neubau; nach 1814 in das benachbarte Hotel Löwen integriert; seit dem 20. Jahrhundert Wohnhaus; 1962 durch Brand beschädigt, danach teilweiser Neubau (zusammen mit Hafenstraße 8). Zweigeschossiger Massivbau mit Gesims; westlicher Torbogen mit Wappen der Walder Fürstäbtissin Maria Jakobe von Bodman, der Jahreszahl 1704 und Gesims mit großen Konsolen gestaltet, über der Eingangstür barockes Fenstergitter ebenfalls mit dem Wappen von Wald; östlicher Torbogen mit Wappen und der Jahreszahl 1957. Geschützt nach §§ 2; 28.1.1; 28.1.3 DSchG |    |
|                |                                                                                                   | Hafenstraße 7 (Karte)                  |                                                   | Traufständiger Bau mit Gesims Geschützt nach § 2 DSchG | BW |
|                |                                                                                                   | Hafenstraße 8 (Karte)                  | 1557; 1960er                                      | 1557 als Gastwirtschaft zum Roten Ochsen erwähnt; 1577 wird im Hinterhofbereich ein Turm der Seestadtmauer erwähnt (der namenlose Turm mit Zwiebel- bzw. Kegeldach ist noch bis 1800 auf mehreren Stadtansichten sichtbar, der Zweck des Turms blieb jedoch unklar); 1855 der Rote Ochsen in Anker umbenannt und an den Landungsplatz verlegt (im westlichen Bereich des heutigen Volksbankgebäudes). 1962 durch Brand beschädigt, danach teilweiser Neubau (zusammen mit Hafenstraße 6) Traufständiger Bau mit Gesims und zwei Rundbogentoren Geschützt nach § 28.1.3 DSchG |    |
| Weitere Bilder | Petershauser Hof                                                                                  | Hafenstraße 10 (Karte)                 | 1518                                              | Als Pfleghof des Benediktinerklosters Petershausen, 1518 fertiggestellt; 1527 bis 1542 Unterkunft des Konstanzer Domkapitels; 1802 Säkularisation des Klosters; danach verschiedene Nutzung im Petershauser Hof (um 1910 zeitweise als Druckerei); Anfang der 1990er Jahre grundlegende Sanierung, dabei gesamte Innenkonstruktion neu errichtet und mehrere Nachbarhäuser durch Neubauten ersetzt Giebelständiger Massivbau mit vier Stockwerken und Staffelgiebel. Im Erdgeschoss zweischiffige Halle mit großen Spitzbogentoren an der Straßenfassade, im Hinterhof ein Spitzbogentor, spätgotische Fenstereinfassungen, Rundbogenöffnungen und Eckquaderungen Geschützt nach § 12 DSchG |    |
|                |                                                                                                   | Hafenstraße 12 (Karte)                 |                                                   | Geschützt nach § 2 DSchG | BW |
| Weitere Bilder | Kunkelhaus                                                                                        | Hafenstraße 13 (Karte)                 | 1922                                              | Anstelle von drei abgebrannten Häusern 1922 im Heimatschutzstil (deutliche Orientierung am Nachbargebäude Nr. 15) errichtet. Der Name leitet sich vom alten Namen der Hafenstraße, Kunkelgasse ab. Dreigeschossiger, traufständiger Bau mit Sockelgeschoss, Gesims und vorkragendem Fachwerkgeschoss mit Zwerchhaus Geschützt nach § 2 DSchG |    |
|                |                                                                                                   | Hafenstraße 15 (Karte)                 | 1765                                              | Als Spendhaus (Armenhaus) errichtet; seit 1870 Wohnhaus Zweigeschossiger, traufständiger Bau mit zwei Rundbogentoren, Gesims, Fachwerkgeschoss und Aufzugsgaube Geschützt nach § 2 DSchG |    |
|                |                                                                                                   | Hafenstraße 17 (Karte)                 |                                                   | Geschützt nach § 2 DSchG |    |
| Weitere Bilder | Gebäudekomplex Fauler Pelz; Mainauer Hof und Fauler Pelz (Grüner Löwe)                            | Hofstatt 2-4 (westlicher Teil) (Karte) | 14. Jahrhundert; um 1770; um1840                  | Seit dem 14. Jahrhundert Amtshaus der Deutschordens-Kommende Mainau; 1396 und 1769/1772 neugebaut; von 1827 bis 1919 Hotel zum Löwen; im späten 19. Jahrhundert Abbruch des Walmdachs mit hofseitigem Staffelgiebel und Aufstockung mit Flachdach; in den 1950er Jahren weitere Aufstockung zur heutigen Gestalt mit Sattel- bzw. Walmdach Gastwirtschaft Fauler Pelz (sogenannter Grüner Löwe) am Landungsplatz; um 1840 als Ballsaal des Hotel Löwen errichtet; seit 1954 städtische Galerie im Grünen Löwen; 1990 Gebäudekomplex durch Brand schwer beschädigt Mainauer Hof (Hofstatt): dreigeschossiger Massivbau mit zwei Korbbogentoröffnungen im Erdgeschoss Fauler Pelz (Seepromenade): eingeschossiger Bau mit Fensterüberdachungen, Konsolen an Gesimsen, Mansardwalmdach mit Ochsenaugen-Dachgauben Geschützt nach § 2 DSchG |    |
| Weitere Bilder | Gebäudekomplex Fauler Pelz; ehem. Hotel Löwen und Roter Löwe                                      | Hofstatt 2-4 (östlicher Teil) (Karte)  | 17. Jahrhundert; 1808                             | 1808 erbaut anstelle des Zunfthaus der Fischer; bis 1919 Hotel zum Löwen mit spätmittelalterlichen Hintergebäude an der Seepromenade (sogenannter Roter Löwe); 1990 Gebäudekomplex (vor allem der Rote Löwe) durch Brand schwer beschädigt, danach Sanierung; 2004 erneuter Umbau Gebäude an der Hofstatt: dreigeschossiger Massivbau mit Mansarddach und Korbbogentoröffnungen im Erdgeschoss; Verbindungsbauten im Hinterhof mit Fachwerk Roter Löwe (Seepromenade): zweigeschossiger Bau mit Fachwerkgiebel und Krüppelwalm- bzw. Satteldach Geschützt nach § 2 DSchG |    |
|                |                                                                                                   | Hofstatt 6 (Karte)                     |                                                   | Dreigeschossiger, traufständiger Bau Geschützt nach § 2 DSchG |    |
| Weitere Bilder | Neue Löwenzunft (Bauteil)                                                                         | Hofstatt 7 (Karte)                     |                                                   | Tympanon der alten Löwenzunft Geschützt nach § 2 DSchG |    |
|                |                                                                                                   | Hofstatt 10 (Karte)                    |                                                   | Dreigeschossiger, traufständiger Bau mit vorkragendem Fachwerkgeschoss Geschützt nach § 12 DSchG |    |
|                |                                                                                                   | Hofstatt 12 (Karte)                    |                                                   | Dreigeschossiger, traufständiger Bau Geschützt nach § 2 DSchG |    |
|                |                                                                                                   | Hofstatt 14 (Karte)                    | 1573 (Jahreszahl an der Fassade)                  | Zweigeschossiger, traufständiger Bau mit Fensterbändern und vorkragendem Fachwerkgeschoss. Gebäude durch Brand im April 2023 schwer beschädigt. Geschützt nach § 28.1.3 DSchG |    |
|                |                                                                                                   | Hofstatt 16 (Karte)                    |                                                   | Eckgebäude mit Schildgiebel und Aufbauten; Segmentbogenöffnungen im Erdgeschoss; Wappenartige Fassadenmalerei an der Nordseite mit zwei stilisierten Löwen, Brezel, Krone und der Jahreszahl 1983 Geschützt nach § 12 DSchG |    |
|                |                                                                                                   | Jakob-Kessenring-Straße 6 (Karte)      |                                                   | Geschützt nach § 2 DSchG |    |
|                |                                                                                                   | Jakob-Kessenring-Straße 8 (Karte)      |                                                   | Zweigeschossiger, traufständiger Bau mit Zwerchhaus Geschützt nach § 28.1.3 DSchG |    |
|                |                                                                                                   | Jakob-Kessenring-Straße 9 (Karte)      |                                                   | Zweigeschossiges Eckgebäude mit Krüppelwalmdach Geschützt nach § 2 DSchG |    |
| Weitere Bilder | Hotel Schäpfle                                                                                    | Jakob-Kessenring-Straße 12 (Karte)     | 1704                                              | Fachwerkhaus, massives Erdgeschoss mit zwei Rundbogentoren Geschützt nach §§ 2; 28.1.3 DSchG |    |
|                |                                                                                                   | Jakob-Kessenring-Straße 13 (Karte)     |                                                   | Geschützt nach § 2 DSchG |    |
|                |                                                                                                   | Jakob-Kessenring-Straße 20 (Karte)     |                                                   | Geschützt nach § 2 DSchG |    |
|                |                                                                                                   | Jakob-Kessenring-Straße 30 (Karte)     | 1539/40                                           | Gebäude im Kern spätmittelalterlich; von 1721 bis 1786 Pfleghof des Klosters Habsthal bei Ostrach; 1991 bei Brand des Nachbargebäudes beschädigt Zweigeschossiger, traufständiger Massivbau mit Rundbogentor und spätgotischem Erker Geschützt nach § 2 DSchG |    |
|                |                                                                                                   | Jakob-Kessenring-Straße 38 (Karte)     |                                                   | Gebäude im Kern spätmittelalterlich; von 1636 bis 1835 Gastwirtschaft Zum (Schwarzen) Adler (1838 in das Gebäude Krummebergstraße 12 verlegt); auch als Gerberei genutzt; im 19. Jahrhundert verändert Zweigeschossiges Eckgebäude mit Gesimsen, einfachen Eckpilaster und Walm- bzw. Krüppelwalmdach Geschützt nach § 2 DSchG |    |
|                |                                                                                                   | Kesselbachstraße 11 (Karte)            |                                                   | | BW |
| Weitere Bilder | Kapuzinerkirche                                                                                   | Klosterstraße 2 (Karte)                | 1658                                              | Ehemalige Klosterkirche des Kapuzinerklosters, 1658 geweiht; um 1803 profaniert, Konventsgebäude später abgebrochen; profanierte Kirche um 1820 ausgeräumt; danach Nutzung als Badeanstalt mit Gastwirtschaft „Zum Schwanen“, Badscheuer des benachbarten Bad-Hotels, Lager, Werkstatt und Magazin. 2004 moderner Anbau; heute als Veranstaltungshalle genutzt. Seit Dezember 2017 wegen Einsturzgefahr des Dachstuhls gesperrt Einschiffiger(ursprünglich barocker) Bau mit Satteldach Geschützt nach § 28.1.3 DSchG |    |
|                |                                                                                                   | Klosterstraße 3 (Karte)                |                                                   | Geschützt nach § 2 DSchG |    |
|                | Bürgerhaus                                                                                        | Krummebergstraße 2 (Karte)             | 16. Jahrhundert                                   | Bürgerhaus aus dem 16. Jahrhundert, Fachwerk um 1600; traufständiges, dreigeschossiges Gebäude mit Rundbogentor, gebauchter Fassade und vorkragendem Fachwerk im dritten Stockwerk. |    |
|                | Birnauer Haus                                                                                     | Krummebergstraße 3 (Karte)             |                                                   | Bis 1609 Pfründhaus der damaligen Kaplanei Birnau (Alt-Birnau) Zweigeschossiger, traufständiger Massivbau |    |
|                |                                                                                                   | Krummebergstraße 4 (Karte)             |                                                   | Bis 1609 Pfründhaus der Kaplanei St. Georg |    |
|                |                                                                                                   | Krummebergstraße 5 (Karte)             |                                                   | |    |
|                |                                                                                                   | Krummebergstraße 6 (Karte)             | 1436/37                                           | Bis ins 19. Jahrhundert (zusammen mit Nr. 8) Priesterbruderschaftshaus |    |
|                |                                                                                                   | Krummebergstraße 7 (Karte)             |                                                   | |    |
|                |                                                                                                   | Krummebergstraße 8 (Karte)             |                                                   | Bis ins 19. Jahrhundert (zusammen mit Nr. 6) Priesterbruderschaftshaus |    |
|                |                                                                                                   | Krummebergstraße 9 (Karte)             |                                                   | |    |
|                |                                                                                                   | Krummebergstraße 11 (Karte)            |                                                   | |    |
|                |                                                                                                   | Krummebergstraße 12 (Karte)            |                                                   | Spätmittelalterliches Patrizierhaus; von 1835 bis 1838 Gasthof Adler (dann in die Franziskanerstraße verlegt); ab 1838 bis in die Mitte des 20. Jahrhunderts Gasthof Koloß Dreigeschossiger, traufständiger Massivbau mit Sockelgeschoss; mehrere größere Segmentbogenfenster aus dem 19. Jahrhundert und Toreinfahrt mit Kielbogen |    |
|                |                                                                                                   | Krummebergstraße 14 (Karte)            |                                                   | Zweigeschossiges, traufständiges Eckgebäude mit Rundbogentor und Satteldach |    |
|                |                                                                                                   | Krummebergstraße 16 (Karte)            |                                                   | 1716 als Pfarrhaus genannt; um 1918 Umbau, unter anderem wurde der barockisierende Volutengiebel angebracht. Dreigeschossiger Massivbau mit Sockelgeschoss, Kellerhalsvorbau, kleinem Altanvorbau mit Rundbögen, Pultdach mit einfachem, neobarockem Volutengiebel und Zwerchhaus. |    |
|                | Rosenobelhaus                                                                                     | Krummebergstraße 17 (Karte)            | 12. / 13. Jahrhundert; 1661; um 1884              | Ehemaliges Patrizierhaus; 1661 im barocken Stil umgebaut; um 1884 im „mittelalterlichen“ Stil gestaltet, dabei Anbringung der noch erhaltenen Staffelgiebel. 1977 erhielt es die barocke Farbfassung zurück; von 1877 bis 2009 in städtischem Besitz; bis ins 20. Jahrhundert Spitalverwaltungsgebäude, dann Gebäude der Stadtverwaltung; nach umfassender Sanierung heute Wohnhaus Dreiteiliges, massives Gebäude, spätromanisch frühgotisch auf der Mauerkante des Stadtgraben; Wackenmauerwerk wohl aus dem 12. / 13. Jahrhundert; besteht aus zwei quadratischen Turmhäusern und einem dazwischenliegenden Verbindungsbau; östliches Turmhaus mit Staffelgiebel, überragt den Rest des Hauses um ein Stockwerk; Verbindungsbau gestaffelt mit Satteldach und Turmanbau im Hofbereich; westliches Turmhaus ebenfalls mit Staffelgiebel |    |
|                |                                                                                                   | Krummebergstraße 18 (Karte)            |                                                   | Im Kern vor 1550 errichtet; um 1700 aus zwei Bauwerken zusammengefasst. Spätgotische Bohlenbalkendecke im Innern gilt als eigenständiges Denkmal Zweigeschossiger, traufständiger Massivbau mit hohem Sockelgeschoss, dort Rundbogentore |    |
|                | Familienzentrum Altstadt                                                                          | Krummebergstraße 20 (Karte)            | 1680er                                            | Nach Zerstörung im Dreißigjährigen Krieg in den 1680er Jahren als Kornlaube des Überlinger Spital (mit älterer Bausubstanz) neu errichtet. Seit 1902 städtischer Kindergarten St. Angelus; nach umfassendem Umbau 2015/17 nun Familienzentrum Altstadt Zweigeschossiger Massivbau mit Rundbogenportalen, nordwestlicher Giebel aus Fachwerk und Lüftungsgauben im Dachstuhl 2015/17 grundlegender Umbau, dabei unter anderem Treppenhausanbau am Fachwerkgiebel |    |
|                |                                                                                                   | Krummebergstraße 27 (Karte)            | 1601                                              | Nach Brand des Vorgängergebäudes (1600) 1601 als Teil des Pfleghofs des Klosters Wald errichtet; bis um 1630 Teil des Walder Pfleghofs Dreigeschossiger Bau, mit hohem Sockelgeschoss samt Rundbogentor, einem massiven Obergeschoss ebenfalls mit Rundbogentor und zwei vorkragenden Fachwerkgeschossen mit Zwerchhaus; Fachwerkgiebel durch Holzverschalung verdeckt; Bogen- und Eckeinfassungen aus Sandstein |    |
|                |                                                                                                   | Krummebergstraße 29 (Karte)            | 1601                                              | Nach Brand des Vorgängergebäudes um 1601 erbaut; Pfründhaus der Kaplanei St. Luzius im gegenüberliegenden Reichlin-von-Meldegg-Haus; heute Wohnhaus Traufständiger Bau mit Fachwerkgeschoss |    |
| Weitere Bilder | Reichlin-von-Meldegg-Haus                                                                         | Krummebergstraße 30 (Karte)            | 1459/62; um 1700                                  | Patrizierhaus der Reichlin von Meldegg; errichtet durch Andreas Reichlin von Meldegg; in den Stilen der Spätgotik / Frührenaissance gestaltet; gilt als eines der ältesten Renaissancegebäude in Deutschland; später durch Christian Thumb und Franz Schmuzer mit Barockelementen der Wessobrunner Schule ausgestattet; im 19. Jahrhundert Brauerei; seit 1913 städtisches Museum Stattlicher, dreiteiliger Gebäudekomplex, Straßenfassade rustiziert mit barockem Portal, Zinnengiebel an den Seiten des Satteldaches, Hofseitiger Gebäudeflügel mit Pultdach und Staffelgiebel |    |
|                | St. Luzienkapelle                                                                                 | Krummebergstraße 30 (Karte)            | 1468 (Weihe) / frühes 18. Jahrhundert             | Kapelle des Reichlin-von-Meldegg-Hauses, dem heiligen Luzius von Chur geweiht, Inneres bis um 1730 Barock umgestaltet Nordseite mit der Fassade des Hauptgebäudes einheitlich verbunden, hofseitig abgesetzt, beinhaltet mehrere spitzbogige und Rechteckige Fenster sowie Staffelgiebel; Inneres von nur einer Säule getragen |    |
|                | Ehemaliges Zollamtsgebäude                                                                        | Landungsplatz 7 (Karte)                | 1862                                              | 1862 als Großherzoglich Badisches Hauptzollamt mit Obereinnehmerei (Finanzbehörde) erbaut; 1894 Obereinnehmerei in eigenes Gebäude an der Mühlenstraße verlegt; Nutzung als Zollamt bis um 1970; Mitte der 1970er geplanter Abriss, aber durch Denkmalschutz verhindert; 1997 Einbau einer Tiefgarage im Innenhof; heute als Bankgebäude genutzt Zweigeschossiges Eckgebäude mit Sockelgeschoss, Toröffnungen und Fenster mit Segmentbogen, Fensterüberdachungen, Gesims, Konsolenfries, Pilaster und angedeutetem Seitenrisalit mit Dreiecksgiebel im östlichen Bereich der Fassade Geschützt nach § 2 DSchG |    |
| Weitere Bilder | Greth                                                                                             | Landungsplatz 14 (Karte)               | 14. Jahrhundert / 1788                            | Ehemaliges reichsstädtisches Handels- und Kornhaus mit mittelalterlichem Kern, durch Deutschordensbaumeister Franz Anton Bagnato 1788 zur heutigen Gestalt umgebaut. Im 20. Jahrhundert hauptsächlich als Bibliothek (Leopold-Sophien-Bibliothek und Stadtbibliothek), Lager und Verwaltungsgebäude genutzt, seit grundlegender Sanierung 1997/98 Geschäftshaus mit Kino und Gastronomie Freistehender, spätbarock-frühklassizistischer Bau mit massiven Erd- und Obergeschoss, Nord- und Südseite mit jeweils vier Rundbogentoren, Westseite mit einem Tor; vierstöckiges Walmdach, Risalitartige Giebel an der Nord- und Südseite: Segmentbogengiebel mit Stadtwappen an der Südseite und Dreiecksgiebel an der Nordseite Geschützt nach § 28.1.3 DSchG |    |
|                |                                                                                                   | Lindenstraße 5 (Karte)                 |                                                   | Traufständiger Bau mit zwei Stockwerken und Satteldach |    |
|                |                                                                                                   | Lindenstraße 7 (Karte)                 |                                                   | Patrizierhaus Han Traufständiger Bau mit zwei Stockwerken und Satteldach |    |
|                | Reutlingerhaus                                                                                    | Lindenstraße 9 (Karte)                 | 1590                                              | Patrizierhaus Reutlinger Traufständiger Bau mit zwei Stockwerken, Satteldach und Aufzugsgaube aus Fachwerk, Rundbogentor im Erdgeschoss Im Hinterhof hochmittelalterliches Steinhaus mit kleinen Lanzettfenstern und Satteldach |    |
|                |                                                                                                   | Lindenstraße 13 (Karte)                |                                                   | Möglicherweise Lagergebäude zur reichsstädtischen Zeit Turmartiges Gebäude mit drei Stockwerken, hohem Sockelgeschoss, Rundbogentor, Eckquaderungen und Fachwerkgiebel |    |
|                |                                                                                                   | Luziengasse 3 (Karte)                  |                                                   | Bis 1609 Pfründhaus der Kaplanei St. Laurentius Fachwerkhaus |    |
|                |                                                                                                   | Luziengasse 4 (Karte)                  |                                                   | Bis 1609 Pfründhaus der Kaplanei St. Katharina im Münster Zweigeschossiges Fachwerkhaus mit Krüppelwalmdach |    |
|                |                                                                                                   | Luziengasse 7 (Karte)                  |                                                   | Bis 1609 Pfründhaus der Kaplanei St. Michael in der Beinhauskapelle Fachwerkhaus |    |
|                |                                                                                                   | Luziengasse 8 (Karte)                  | 1292; 1314                                        | In den 1980er Jahren fanden bereits Planungen zum Abriss des unscheinbaren Hauses statt, doch dendrochronologische Untersuchungen ergaben, dass der älteste Holzbalken im Haus bis zum Jahr 1292 zurück reicht und das Gebäude wohl spätestens im Jahr 1314 errichtet wurde. Das Sockelgeschoss ist noch älter und stammt wohl noch aus der Erstbebauung am Rande des Kernbereichs der Altstadt. Es zählt zudem als eines der ältesten Fachwerkhäuser in Baden-Württemberg und als ältestes noch erhaltene in Überlingen. Nach diesem Untersuchungen wurde das Haus unter Denkmalschutz gestellt und fachgerecht saniert; 1992 wurde das Gebäude mit dem Denkmalschutzpreises Baden-Württemberg ausgezeichnet Zweigeschossiger Bau mit Fachwerkelementen, Sockelgeschoss und Walm- bzw. Krüppelwalmdach |    |
|                |                                                                                                   | Luziengasse 9 (Karte)                  |                                                   | Bis 1609 Pfründhaus der Kaplanei St. Fabian und Sebastian Zweigeschossiges Fachwerkhaus mit Aufzugsgaube |    |
|                |                                                                                                   | Luziengasse 11 (Karte)                 |                                                   | Über die Gasse vorspringendes Fachwerkhaus mit hohem Sockelgeschoss, Luziengasse wird als Treppenweg unter dem ersten Obergeschoss hindurchgeführt |    |
|                |                                                                                                   | Luziengasse 19 (Karte)                 |                                                   | Bis 1609 Pfründhaus der Kaplanei im Gallerkloster; später als Gallisches Haus und Pfarrhaus von Andelshofen bezeichnet Zweigeschossiger Massivbau mit Staffelgiebel, Fensterbänder, und Rundbogentore |    |
|                |                                                                                                   | Luziengasse 21 (Karte)                 |                                                   | Schmales Fachwerkhaus mit Fensterband und großer Aufzugsgaube |    |
| Weitere Bilder | Mantelhafen                                                                                       | (Karte)                                | 1860er                                            | Hafen; zur reichsstädtischer Zeit Teil der östlichen Stadtbefestigung als durch Bastion (Mantelschanze) zweigeteilter Hellgraben; westlicher Hellgraben in den 1860er Jahren zum befestigten Mantelhafen umgebaut; östlicher Hellgraben verfüllt, heute Parkanlage Geschützt nach § 2 DSchG |    |
| Weitere Bilder |                                                                                                   | Marktstraße 1 (Karte)                  | 16. Jahrhundert; 1901                             | Im Kern spätmittelalterlich; Patrizierhaus der Familie Besserer; 1900/01 Umbau zur heutigen, Straßenbildprägenden Gestalt Dreigeschossiges Eckgebäude mit geohrten Fenstereinfassungen, Konsolenfries, Zwerchhaus, Turmerker, Walmdach mit glasierten Dachziegel sowie mehrere mit neugotischen Elementen ausgestattete Dachgauben und Dreiecksgauben Zweigeschossiger Gebäudeflügel an der Jakob-Kessenring-Straße mit Fachwerkgeschoss, mit Satteldach und Dreiecksgauben Geschützt nach § 2 DSchG |    |
|                | Katholisches Pfarrhaus                                                                            | Münsterplatz 1 (Karte)                 | 1889                                              | 1889 im Neugotischen Stil erbaut Freistehender, zweigeschossiger Werksteinbau mit Walmdach, hohem Sockelgeschoss, Turmerker, Eckquaderungen und Mittelrisalit, dort Spitzbogenportal und Dreiecksgiebel. Rückseitige Fassade verputzt, auch mit Mittelrisalit; dort das alte Patronatswappen angebracht. Architekt: Josef Durm |    |
|                | Pfründhaus                                                                                        | Münsterplatz 3 (Karte)                 | 1484/85                                           | Möglicherweise 1484/85 erbaut; von 1609 bis 1810 Pfründhaus des Kollegiatstiftes Ad Sanctum Nicolaum; danach Wohnhaus mit Werkstatt und Gasthaus; nach umfangreicher Restaurierung in den 2000er Jahren, heute wieder Wohnhaus; 2012 Träger des Denkmalschutzpreises Baden-Württemberg Massives, dreigeschossiges Eckgebäude mit Walmdach und Spitzbogentor im Erdgeschoss |    |
|                | Gebäudekomplex der Münsterpassage                                                                 | Münsterplatz 4 (Karte)                 |                                                   | Ende der 1970er durch Neuaufbau des spätmittelalterlichen Gebäudes stark verändert Giebelständiger Massivbau mit Staffelgiebel und Eckeinfassungen |    |
| Weitere Bilder | Münster St. Nikolaus                                                                              | Münsterplatz 6 (Karte)                 | 14. – 16. Jahrhundert                             | Stadtpfarrkirche; größter spätgotischer Kirchenbau der Bodenseeregion Grundmauern der Vorgängerbauten aus dem 11. – 13. Jahrhundert; heutiger Bau von 1350–1563 als fünfschiffige Basilika erbaut; im Innern geschnitzter Hochaltar (1613–1616) aus Lindenholz von Jörg Zürn im Stil des Manierismus |    |
| Weitere Bilder | Ölbergkapelle                                                                                     | Münsterplatz 6 (Karte)                 | 1493                                              | Der Bau wurde bereits 1469 gestiftet aber erst um 1493 errichtet Spätgotischer, oktogonaler Pavillon mit Strebepfeilern, Sterngewölbe und Zeltdach; hatte früher möglicherweise ein durchbrochenes Dach. Im Innern eine betende Christusfigur |    |
|                |                                                                                                   | Münsterplatz 7 (Karte)                 | 16. Jahrhundert                                   | Ehemaliges Messpriesterhaus der St. Nioklauspfründe und Haus der geistlichen Vermögensverwaltung; Kirchenfabrik; bis heute Wohnhaus Massives, traufständiges Gebäude mit drei Stockwerken und Staffelgiebel, geohrte Fenstereinfassungen |    |
| Weitere Bilder | Alte Stadtkanzlei, Stadtarchiv                                                                    | Münsterplatz 8 (Karte)                 | 1598/1600                                         | Ab 1598 als Stadtkanzlei des benachbarten Rathauses errichtet; bis um 1817 in städtischem Besitz, danach in Staats- und Privatbesitz, seit 1893 wieder in öffentlicher Hand; nach Restaurierungsarbeiten 1907/12 seit 1913 Stadtarchiv Giebelständiger, zweigeschossiger Massivbau mit Portal, gekuppelten Fenstern und Gesimsen, gefasstes Stadtwappen im oberen Bereich des Giebels; im Hinterhof zweibogige Loggia; Renaissance-Ausstattung im Innern |    |
|                |                                                                                                   | Münsterplatz 9 (Karte)                 |                                                   | Eingeschossiges Fachwerkhaus |    |
|                |                                                                                                   | Münsterplatz 11 (Karte)                |                                                   | Bis 1609 Pfründhaus der Kaplanei St. Jakobus d. Ä. Eingeschossiges Fachwerkhaus |    |
| Weitere Bilder | Gasthaus Zur Krone                                                                                | Münsterstraße 10 (Karte)               | 1426; um 1505                                     | Ältester nachweisbarer Gasthof der Stadt; städtisch-spitälsches Gasthaus um 1505 zur heutigen Gestalt erweitert; Saal im Obergeschoss mit 1626 geschaffener Renaissance-Kassettendecke; 1635 verkauft das Spital das Gasthaus, dabei bestimmt, dass die Krone „zu ewigen Zeiten eine Herberge, Wirts- oder Gasthaus“ bleiben soll; 1779 zusätzlich zum Gasthaus Posthalterei eingerichtet; 1930 im Innenhof am Südflügel alemannisches Fachwerk freigelegt; bis in die Mitte des 20. Jahrhunderts Gasthaus bzw. Hotel, danach größtenteils leerstehend; 1997/98 grundlegende Sanierung; heute Gastronomie, Büro- und Wohngebäude Zwei- bis dreigeschossiger, zweiflügeliger Gebäudekomplex; Hauptflügel (an der Münsterstraße) in massiver Bauweise, mit Staffelgiebel, Eckrustika, Spitzbogentor, Gesims Langgezogener Südflügel entlang der Kronengasse mit Satteldach, gleichmäßigen Fensterachsen, einer Fenstergruppe, im Erdgeschoss Spitzbogen- und Korbbogentor, im Innenhof Fachwerkfassade mit Aufzugsgaube; dort auch „Napoleon-Denkmal“ von Peter Lenk Geschützt nach §§ 2; 28.1.3 DSchG |    |
|                | Gebäudekomplex der Münsterpassage                                                                 | Münsterstraße 11 (Karte)               |                                                   | Ende der 1970er durch teilweisen Neubau stark verändert Dreigeschossiger Bau mit Rundbogentor, Erker und Satteldach; Treppenturm im Rückseitigen Bereich |    |
|                |                                                                                                   | Münsterstraße 13 (Karte)               | Um 1700                                           | Um 1700 als Haus zum Regenbogen errichtet; bis 1876 Apotheke; danach bis Anfang des 20. Jahrhunderts Gastwirtschaft zur Hölle im Besitz von A. Teufel; um 1885 Planungen zum Abbruch des Gebäudes, um das benachbarte Münster St. Nikolaus komplett freistellen zu können, jedoch nicht ausgeführt; 1927/28 entstand der öffentliche Durchgang (durch den Hof des Hintergebäude) vom südlichen bis zum nördlichen Bereich des Münsterplatzes; am Giebel des Hinteren Gebäudes die Jahreszahl 1933 Hauptgebäude: dreigeschossiger Massivbau mit Satteldach Eingeschossiges Hintergebäude mit Durchgang: zwei Spitzbögen, Werksteinfassade und kleine angebrachte Pietà-Darstellung, hofseitiger Giebel aus Fachwerk |    |
| Weitere Bilder | Rathaus                                                                                           | Münsterstraße 15-17 (Karte)            | 14./15. Jahrhundert; um 1490                      | Mehrteiliger Gebäudekomplex des Rathauses, 1332 erstmals erwähnt; um 1490 durch Neues Rathaus mit Pfennigturm erweitert, darin der bedeutende Rathaussaal von Jakob Russ; Altes Rathaus 1955 umgestaltet, dabei Fensterband mit Maßwerk und Renaissancegebälk freigelegt Altes Rathaus: dreigeschossig mit Fensterbändern, Satteldach und eingeschossigem Fachwerkanbau Neues Rathaus: mit Rustika-Straßenfassade, dreigeschossiger Staffelgiebelbau mit Satteldach, viergeschossiger Turmanbau mit Krüppelwalm und Sonnenuhr (eigenständiges Denkmal nach § 28.1.3. DschG.) Im Erdgeschoss spitzbogige Toröffnung und profilierten Gewände, erstes Obergeschoss (Rathaussaal) vierteiliges Fensterband mit Sohlbank |    |
|                |                                                                                                   | Münsterstraße 19 (Karte)               |                                                   | Im Kern mittelalterlich Zweigeschossiger Bau mit Gesims und Satteldach | BW |
|                |                                                                                                   | Münsterstraße 22 (Karte)               |                                                   | Traufständiger, zweigeschossiger Bau mit Gesims, Fensterüberdachungen und Konsolenfries Geschützt nach § 2 DSchG |    |
|                |                                                                                                   | Münsterstraße 24 (Karte)               |                                                   | Traufständiger, dreigeschossiger Bau mit Fensterband Geschützt nach § 2 DSchG |    |
|                |                                                                                                   | Münsterstraße 29 (Karte)               |                                                   | | BW |
|                |                                                                                                   | Münsterstraße 30 (Karte)               |                                                   | Aus der Häuserflucht vorspringender, giebelständiger Massivbau mit Arkaden, Fenstergruppe und Fachwerkgiebel Geschützt nach § 28.1.3 DSchG |    |
|                |                                                                                                   | Münsterstraße 33 (Karte)               |                                                   | | BW |
| Weitere Bilder |                                                                                                   | Münsterstraße 35 (Karte)               | Um 1550                                           | Um 1550 als Patrizierhaus errichtet; ab dem 1674/75 Patrizierhaus der Familie von Pflummern; 1852 Umbau der Hauskapelle in Erdgeschoss zum Ladenlokal; Ende der 1950er Jahre grundlegender Umbau des Pflummernhauses, dabei unter anderem zur Gehwegverbreiterung Arkaden eingebaut; um 1976 Einbau einer Passage mit Parkdeck im Hinterhof Zweigeschossiges Eckgebäude mit Satteldach und Staffelgiebel, hohem Erdgeschoss, dort Arkaden mit Rundbögen; Gesims, in den Obergeschossen Fensterschürzen und -verdachungen, Eckrustika, Traufgesims, Aufzugsgaube im Innenhof; nördlich anschließende Hofmauer mit Rundbogentor und Fachwerkobergeschoss |    |
|                | Hotel Zähringer Hof                                                                               | Münsterstraße 38 (Karte)               |                                                   | Ehemaliges Gasthaus zum Wilden Mann; Aus zwei Gebäuden zusammengesetzt Zweigeschossiger Massivbau mit verschieden hohen Satteldächern Geschützt nach § 2 DSchG |    |
|                |                                                                                                   | Münsterstraße 40 (Karte)               |                                                   | Geschützt nach § 2 DSchG |    |
|                |                                                                                                   | Münsterstraße 42 (Karte)               |                                                   | |    |
|                |                                                                                                   | Münsterstraße 47 (Karte)               |                                                   | Traufständiges Fachwerkhaus |    |
|                | Hotel Ochsen                                                                                      | Münsterstraße 48 (Karte)               | 1715/1927                                         | Um 1715 errichtet, aber mit spätmittelalterlichem Kern; Patrizierhaus der Familie von Mader; seit 1840 Gasthaus zum Ochsen mit Brauerei; Braustube in der ehemaligen Hauskapelle; 1927 Straßenbildprägender Erweiterungsbau im Stil des Art déco (als einer der wenigen architektonischen Zeugnisse des Stils in Überlingen); Brauerei später geschossen Westlicher Teil an der Münsterstraße: zweigeschossiger Bau mit Rundbogentor, Wappen und Jahreszahl 1715; Gesims und Aufzugsgaube aus Fachwerk Östlicher Teil in Richtung Mantelhafen: Giebelständiger Bau mit Schild- bzw. Staffelgiebel, markanten Eck- und Fenstereinfassungen sowie Rundbögen im Erdgeschoss Geschützt nach § 28.1.3 DSchG |    |
|                |                                                                                                   | Münsterstraße 49 (Karte)               |                                                   | Zweigeschossiger Massivbau mit Gesims, Fensterverdachungen und Ornamenten |    |
|                |                                                                                                   | Münsterstraße 51 (Karte)               |                                                   | | BW |
|                | Bürgerhaus                                                                                        | Münsterstraße 53 (Karte)               |                                                   | Vorder- und Hinterhaus Zweigeschossiges Vorderhaus, traufständiger Massivbau errichtet 1688 mit älteren Elementen; Hinterhaus im Kern spätgotisch |    |
|                | Kolpinghaus; Bürgerhaus                                                                           | Münsterstraße 55 (Karte)               | Um 1780                                           | Vorder- und Hinterhaus Dreigeschossiges Vorderhaus, traufständiger Massivbau; Erd- und erstes Obergeschoss Fensterüberdachungen, Brüstungsfelder aus Sandstein; Haustüre und Fensterläden aus Kirschholz Massives Hinterhaus aus dem 17. Jahrhundert mit Sandsteingefasstem Rundbogentor |    |
|                |                                                                                                   | Münsterstraße 59 (Karte)               |                                                   | Mittelalterlicher Bau mit drei Stockwerken und vorkragenden Fachwerkgeschossen und markantem Pultdach |    |
|                | Bad hinter dem Kirchhof; Inneres Bad                                                              | Pfarrhofstraße 7 (Karte)               | 1450; 1732                                        | 1450 als Bad hinter dem Kirchhoferstmals erwähnt; später auch als inneres Bad bezeichnet; 1732 Um- oder teilweiser Neubau; heute Wohn- und Geschäftshaus Giebelständiger Massivbau mit Fensterbändern und Rundbogenfenster |    |
|                |                                                                                                   | Sandbergweg (Karte)                    |                                                   | Grundstücksmauer der ehemaligen Johanniter-Kommende | BW |
|                |                                                                                                   | Schulstraße 2 (Karte)                  |                                                   | Freistehendes Fachwerkhaus mit massivem Erd- und vorkragendem Obergeschoss Geschützt nach § 2 DSchG |    |
|                |                                                                                                   | Schulstraße 4 (Karte)                  |                                                   | Fachwerkhaus mit vorkragendem Obergeschoss und Krüppelwalmdach Geschützt nach § 2 DSchG |    |
|                |                                                                                                   | Schulstraße 9 (Karte)                  |                                                   | Traufständiger, zweigeschossiger Bau mit Zwerchhaus Geschützt nach § 2 DSchG |    |
|                |                                                                                                   | Schulstraße 12 (Karte)                 | Um 1912                                           | Um 1912 mit einfachen Jugendstil-Elementen erbaut; 1987 durch Dachstuhlbrand beschädigt Zweigeschossiges Eckgebäude mit Sockel, Rundbogenöffnungen, Fachwerk- und Volutengiebel Geschützt nach § 2 DSchG |    |
|                |                                                                                                   | Seepromenade 11 (Karte)                |                                                   | Ehemals Teil des Walder Hofs (Hinterhof Hafenstraße 6); Hauptfassade an der Seepromenade Teil der Seestadtmauer Spätmittelalterliches, traufständiges Gebäude mit Segmentbogenfenster, Traufgesims und Satteldach Geschützt nach §§ 2; 28.1.1; 28.1.3 DSchG | BW |
| Weitere Bilder | Seeschule                                                                                         | Seepromenade 17 (Karte)                | 1875                                              | 1875 erbaut; Gebäude der Höheren Bürgerschule (und Realgymnasium); danach bis 1967 Gymnasium und bis 1974 Realschule; heute Bürogebäude Dreigeschossiger Massivbau im Stil des Neoklassizismus mit Walmdach, Freitreppe, Sockelgeschoss und Mittelrisalit an der Hauptfassade; Rundbogenfenster im Erdgeschoss, Gesims und Fensterverdachungen im ersten Obergeschoss, unterhalb dem Traufgesims Fries in Rapport ; Mittelrisalit mit hohen Rundbogenöffnungen, Pilaster, Verdachung, Baluster, Blendsäulen mit Kapitellen, Dreiecksgiebel und Konsolenfries Geschützt nach § 2 DSchG |    |
| Weitere Bilder | Seeschule                                                                                         | Seepromenade 19 (Karte)                | 1865                                              | 1865 als Gebäude der Volksschule erbaut; bis 1952 Volksschule, danach bis 1974 Mittel- und Realschule; 2003 durch Brand beschädigt; heute Schulungseinrichtung Zweigeschossiger Massivbau mit Sockelgeschoss Gesimsen, Segmentbogenfenster im Erdgeschoss, Fensterverdachungen im Obergeschoss, an der Hauptfassade Zwerchhaus mit Dreiecksgiebel, Walmdach; Gebäude Hofseitig gestaffelt Geschützt nach § 2 DSchG |    |
| Weitere Bilder | Ehemalige städtische Turn- und Festhalle, Teil des Seeschulen-Ensembles                           | Seepromenade 21 (Karte)                | 1876                                              | 1875/76 erbaut und bis in die Mitte des 20. Jahrhunderts als Turnhalle (anfänglich auch als Festhalle sowie Kleinkinderschuleim Anbau) der benachbarten Seeschulen genutzt; geplanter Abriss 1992, daraufhin unter Denkmalschutz gestellt, da sie als „eine der letzten ihrer Art“ gilt; 1992 wegen Baufälligkeit gesperrt; danach saniert; heute Freie Kunstakademie Freistehendes Gebäude mit Sockelgeschoss und Satteldach im Stil des Neoklassizismus sowie eingeschossigem Anbau mit Walmdach; Halle misst 24×25 m; unter dem Traufgesims Fries rund um das Bauwerk; Traufständige Ostfassade mit Rundbogenfenster durch Pilaster gegliedert, in der Mitte kleiner Dreiecksgiebel mit Stadtwappen; Giebelständige Südfassade ebenfalls mit Rundbogenfenster und einem aufwendig gestaltetem Portal (Pilaster, Dreiecksgiebel; Inschrift: ERBAUT MDCCCLXXVI); Anbau an der Hofseite Rundbogenöffnungen im Erdgeschoss und Gesims; Giebelständige Nordseite enthält ein rundes Fenster Geschützt nach § 2 DSchG |    |
| Weitere Bilder | Steinhaus                                                                                         | Steinhausgasse 1 (Karte)               | Um 1351                                           | Um 1351 als spitläisches Lagerhaus mit Weinkeller um- oder erbaut, um 1426 verändert; bis ins 19. Jahrhundert Lagerhaus; ab 1846 Leopold-Sophien-Bibliothek im Dachboden in Kisten gelagert; nach der Badischen Revolution Lazarett dort eingerichtet; danach Spitalverwaltungsgebäude und von 1886 bis 1913 Ausstellungsort des Kulturhistorischen Naturalien-Kabinetts samt Leopold-Sophien-Bibliothek (seit 1977 „bewegliches Kulturdenkmal von besonderer Bedeutung“); danach Wohnhaus; seit umfangreicher Sanierung 1996 Kulturamt und Leopold-Sophien-Bibliothek sowie Gewerbeeinrichtung und Gastronomie im Gewölbekeller Turmartiges, massives Eckgebäude mit Staffelgiebel, hohem Sockelgeschoss und gotischer Fensterreihe im Erdgeschoss an der Nordseite |    |
| Weitere Bilder | Stadtbücherei im Torkelgebäude                                                                    | Steinhausgasse 3 (Karte)               | 1701                                              | Oberer spitälischer Torkel (Kelter) in direktem Zusammenhang zum Steinhaus mit Weinkeller; Fachwerkgeschosse von 1701; Erdgeschossmauern wesentlich Älter; 1977 Weinherstellung ausgesiedelt; seit Umbau 1996 dort Stadtbücherei untergebracht Eckgebäude mit massivem Erdgeschoss, Fachwerkobergeschossen und Satteldach, drei große Rundbogentore im Erdgeschoss |    |
|                | Suso-Haus                                                                                         | Susogasse 10 (Karte)                   | Frühes 14. Jahrhundert; 1430                      | 1295 oder 1297 angebliches Geburtshaus Heinrich Seuses (lat. Suso); Gebäudekern aus dem beginnenden 14. Jahrhundert, spätgotischer Fachwerkgiebel um 1430; um 1900 Gedenkstätte für Suso dort eingerichtet; 2010 Umgestaltung Zweigeschossiger Bau mit Umfassungsmauer, Fachwerkgiebel und Krüppelwalmdach. |    |
|                | Ehemaliges Seelhaus                                                                               | Susogasse 12 (Karte)                   |                                                   | Um 1600 bis 1838 Seelhaus (reichsstädtisches Krankenhaus für Auswärtige); heute Wohnhaus Giebelständiger, dreigeschossiger Massivbau mit hohem Sockelgeschoss und Satteldach | BW |
|                |                                                                                                   | Turmgasse 6 (Karte)                    | Jahreszahl am Torbogen 1668                       | Giebelständiger Massivbau mit zweigeschossigem Standerker, hohem Sockelgeschoss (darin Gewölbekeller) mit Rundbogentor und Satteldach |    |
| Weitere Bilder | Altes Gefängnis                                                                                   | Turmgasse 7 (Karte)                    | 13. Jahrhundert; 1530                             | Dreiteiliger Gebäudekomplex mit Vorhalle an der Turmgasse sowie Hauptgebäude und Büttelturm am Stadtgraben; städtisches Schüttgeäude, reichsstädtisches Gefängnis und 1855–1890 Amtsgefängnis; von 1899 bis ins 20. Jahrhundert Haushaltungsschule und Herberge für Wohnsitzlose (Naturalverpflegestation); seit 1972 Vereinsheim der Narrenzunft Überlingen Vorhalle an der Turmgasse: eingeschossiger, giebelständiger Bau mit zwei Rundbogentoren und -fenster samt Gitter, Segmentbogenfenster und breitem Satteldach Hauptgebäude: Fassade am Stadtgraben Teil der mittelalterlichen Stadtmauer des inneren Rings; zweigeschossiger Bau mit Rundbogentor und Satteldach Büttelturm: untere Geschosse am Stadtgraben Teil der mittelalterlichen Stadtmauer des inneren Rings; traufständiger Massivbau mit Staffelgiebel und Satteldach; Fassade mit großflächiger Fugenmalerei, Rechtecköffnungen und Fenster teilweise noch mit Gitter |    |
|                |                                                                                                   | Turmgasse 8 (Karte)                    |                                                   | Turmartiger, giebelständiger Massivbau, in den Straßenbereich vorspringend, mit Erker, Eckeinfassungen, Aufzugsgaube und Sattel- bzw. Krüppelwalmdach |    |
|                | Scheuer                                                                                           | Turmgasse 8 (Hinterhaus) (Karte)       | Um 1620; 19. Jahrhundert; 1900-1921               | Langgestreckte Scheuer mit Fachwerk über steinernem Sockel samt breitem (teilweise verbretterten) Fachwerkgiebel an der Nordfassade; auskragenden Obergeschossen; Erdgeschoss mit Fenstern, Traufseite und Giebel ohne Fenster und nur mit Giebeltoren ausgestattet; Südseite verbrettert und überragt teils das Nachbargebäude Turmgasse 6; keinen eigenen Außenzugang im Erdgeschoss, Zugang durch einen an das Haupthaus anschließenden Zwischenbau mit korbbogigen Tor Besonderes Ausstattungselemt: ein an der Säule schwenkbarer Ladekran am Giebeltor des ersten Dachgeschosses | BW |
|                | Bürgerhaus                                                                                        | Turmgasse 9 (Karte)                    | 1325; 1500/50                                     | Untere Geschosse am Stadtgraben wohl Teil der mittelalterlichen Stadtmauer des inneren Rings verputztes Fachwerkhaus, traufständig mit drei Geschossen und massivem Erdgeschoss, Rundbogeneingang aus Sandstein |    |
|                |                                                                                                   | Turmgasse 11 (Karte)                   |                                                   | Untere Geschosse am Stadtgraben wohl Teil der mittelalterlichen Stadtmauer des inneren Rings |    |
|                |                                                                                                   | Turmgasse 15 (Karte)                   |                                                   | Eckgebäude mit hohem Giebel |    |
|                |                                                                                                   | Wiestorstraße 1 (Karte)                |                                                   | Zweigeschossiges Eckgebäude mit Fachwerkgeschossen, massivem Erdgeschoss und Walmdach |    |
|                |                                                                                                   | Wiestorstraße 3 (Karte)                |                                                   | Zweigeschossiges Fachwerkhaus mit massivem Erdgeschoss |    |
|                | Alte Bachmühle                                                                                    | Wiestorstraße 7 (Karte)                | 14. Jahrhundert; 1700                             | Bachmühle aus dem 14. Jahrhundert; Fachwerkteil um 1700, Mauern aber deutlich älter; bis um 1900 Teil der drei Mühlen im Graben; als Mühle bis 1913 in Betrieb; Mitte der 2000er Jahre zum Abriss in Betracht gezogen aber 2006/07 umfangreich restauriert, dabei Fachwerk wieder freigelegt Zweigeschossiger Bau mit Fachwerkgeschossen und -giebel, Aufzugsgaube sowie Sattel- bzw. Krüppelwalmdach |    |
|                |                                                                                                   | Wiestorstraße 13 (Karte)               |                                                   | |    |
|                |                                                                                                   | Wiestorstraße 15 (Karte)               |                                                   | 1989 durch Brand beschädigt Traufständiger, zweigeschossiger Bau |    |
|                |                                                                                                   | Wiestorstraße 19 (Karte)               |                                                   | Zweigeschossiger Bau mit Fachwerkgeschoss und Zwerchhaus |    |
|                |                                                                                                   | Wiestorstraße 21 (Karte)               |                                                   | Traufständiges Fachwerkhaus |    |
| Weitere Bilder | Zeughaus                                                                                          | Zeughausgasse 1 (Karte)                | 15./16. Jahrhundert                               | Im 15. Jahrhundert wohl als Bad und später als Fruchtkasten benutzt; seit 1650 reichsstädtisches Zeughaus; nach 1803 als Schlachthof, protestantischer Gebetsraum und Turnsaal genutzt; ab 1871–1886 Ort des Kulturhistorischen Naturalien-Kabinett (Vorgänger des städtischen Museum) mit Leopold-Sophien-Bibliothek; bis 1974 Werkstatt, Wohnung, Magazin sowie Zunftstube der Narrenzunft Überlingen, ab 1974 grundlegende Sanierung des damals Einsturzgefährdeten Zeughauses (Entkernung), danach zeitweise Waffenmuseum, heute Wohn- und Geschäftshaus Giebelständiger Massivbau mit Eckeinfassungen und Staffelgiebel, mehrere Rundbogentore im Erdgeschoss, Schießscharten aus dem 20. Jahrhundert, aufgemalte Sonnenuhr mit dem Stadtwappen an der Hauptfassade und der Jahreszahl 1528 Geschützt nach § 28.1.3 DSchG |    |
|                | Brücke                                                                                            | Zum Gallerturm (Karte)                 |                                                   | Brücke über den Blatterngraben Bis zu Beginn des 19. Jahrhunderts einziger Zugang zum Gallerberg und dem Gallerturm; 1806 die eingefallene Bogenbrücke erneuert; 1974 und 2014 in Stand gesetzt. |    |

### Außerhalb der Stadtbefestigung
| Bild           | Bezeichnung                                                                                        | Lage                                   | Datierung           | Beschreibung | ID |
| -------------- | -------------------------------------------------------------------------------------------------- | -------------------------------------- | ------------------- | --- | -- |
|                | Vianney Hospital                                                                                   | Auf dem Stein 21 (Karte)               |                     | Als Villa erbaut, heute Pflegeheim | BW |
|                | Hochbehälter; Wasserschlössle                                                                      | Aufkircher Straße 82 (Karte)           | 1901                | 1900/01 als Hochreservoir zur Wasserversorgung mit Fassungsvermögen von 275 m³, in gleicher Gestaltung der Überlinger Tunnelbauten errichtet; Sanierung 2012, seitdem Nutzung der beiden Wasserkammern im Innern als Garage Straßenfassade aus Werkstein mit Sockel, Spitzbogenfenster, Eingangsportal mit Spitzbogen und Gusseiserner Tür, über dem Portal Jahreszahl 1901, Inschrift Wasser-Versorgung Ueberlingen, Konsolengesims und Zinnen, große Zinne mit Stadtwappen; an den Seiten runden Ecktürmchen |    |
|                | Weiße Villa                                                                                        | Bahnhofstraße 2 (Karte)                | Um 1866             | Als Villa errichtet, heute Bürogebäude | BW |
|                | Clubhaus                                                                                           | Bahnhofstraße 3 (Karte)                | 1912                | Erbaut als Clubhaus des Yachtclubs am Gondelhafen; später Wasserschutzpolizei; Feuerwehrheim; seit 1993 Gebäude des städtischen Jugendreferats Eingeschossiger Bau mit hohem Sockel, Holzverschalung, Auslucht, Mansarddach mit Krüppelwalm und Zwerchhaus; Anbau mit Satteldach Geschützt nach § 2 DSchG | BW |
| Weitere Bilder | Ehemaliges Landratsamt; Bauamt                                                                     | Bahnhofstraße 4 (Karte)                | 1885/87             | 1885/87 als Bezirksamtsgebäude im Stil der Palais-Architektur des 19. Jahrhunderts errichtet; von 1939 bis 1973 Landratsamt des Kreises Überlingen; seitdem Gebäude der Stadtverwaltung Dreiteiliger, dreigeschossiger Bau mit gequadertem Sockelgeschoss, turmartigen Seitenrisaliten und Mittelrisaliten der als Portalbau dient Geschützt nach § 2 DSchG |    |
|                | Ehemaliges Landratsamt                                                                             | Bahnhofstraße 5 (Karte)                | 1959                | 1957–1959 erbaut; bis 1973 Landratsamt, danach Amtsgebäude des Bodenseekreises; 2004 unter Denkmalschutz gestellt; heute Bürogebäude Zweigeschossiger Bau mit Glasfassade, verglastem Innenhof, vorspringendem Saalbau und Mosaik an der Nordseite Geschützt nach § 2 DSchG | BW |
| Weitere Bilder | Amtsgericht                                                                                        | Bahnhofstraße 8 (Karte)                | 1892                | Als Großherzogliches Amtsgericht eröffnet Zweigeschossiges Gebäude aus Mauerziegel im Stil des Historismus; Säulenportal, Rustikasockel und Gesimsen; eingeschossiger Anbau mit Gerichtssaal Geschützt nach § 2 DSchG |    |
|                | Villa Speer; Haus des Gastes bzw. Haus am See                                                      | Bahnhofstraße 19 (Karte)               | Um 1862             | Als Villa direkt am Seeufer erbaut; seit 1956 im städtischen Besitz und als öffentliches Haus des (Kur-)Gastes geführt; 2015 bis 2022 Geschäftsstelle der Landesgartenschau GmbH, seitdem leerstehend. Zweigeschossiger Rechteckbau mit Sockelgeschoss, Segment- bzw. Rundbogenfenstern, Pilaster, Gesimsen, Reliefs, Walmdach mit Dreiecksgiebel sowie Altan und Veranda Geschützt nach § 2 DSchG |    |
|                | Villa Trabold                                                                                      | Bahnhofstraße 25 (Karte)               |                     | Verwaltungsgebäude des benachbarten Hallenbads Bodensee-Therme Villa mit Gesimsen, Eckeinfassungen, Fensterschürzen bzw. -verdachungen, Konsolengesims; westlicher Seitenrisalit mit Schildgiebel; turmartiger Anbau mit spitzem Dach Geschützt nach § 2 DSchG |    |
| Weitere Bilder | Bahnhof Überlingen Therme                                                                          | Bahnhofstraße 36 (Karte)               | 1895                | Teil der Sachgesamtheit Bodenseegürtelbahn Empfangsgebäude 1895 erbaut, in den 1930er Jahren Ostflügel aufgestockt; Seit 2018 Sanierungsarbeiten am Gebäude Dreiteiliges Bahnhofsgebäude mit niedrigeren Seitenflügeln; Segmentbogenfenster im Erdgeschoss, Bahnsteigrampe, mechanisches Stellwerk (Üf) im Gebäude; Hafen mit Mole gegenüber dem Empfangsgebäude Geschützt nach §§ 2; 12 DSchG |    |
|                | | Bahnhofstraße 47 (Karte)               |                     | Villa am Seeufer |    |
|                | Stellwerk Üw                                                                                       | Bahnhofstraße 55 (Karte)               |                     | Ehemaliges mechanisches Stellwerk Rechteckbau mit überkragendem Walmdach |    |
| Weitere Bilder | Wasserschloss Burgberg                                                                             | Carl-Valentin-Weg 2 (Karte)            | 14./18. Jahrhundert | Vermutlich Anstelle einer mittelalterlichen Wasserburg auf dem Burgberg nordöstlich der Stadt; im 14. Jahrhundert zum Wasserschloss umgebaut; vom 14. Jahrhundert bis 1692 im Besitz der Reichsabtei Rot an der Rot; Schloss im Dreißigjährigen Krieg niedergebrannt, danach in den 1680er Jahren größtenteils neuerrichtet; darin Stuckdecken der Wessobrunner Schule und barockes Treppenhaus; Gemarkung Burgberg samt Wasserschloss von 1680 bis 1888 unabhängig mit niederer Gerichtsbarkeit (danach wieder zu Überlingen); Schloss Burgberg mit Park seit dem 19. Jahrhundert in Privatbesitz und um 1850 als Gasthof genutzt; der einstige Burggraben heute nur noch teilweise als Gewässer erhalten Massiver Bau mit drei Gebäudeflügeln und Umfassungsmauer |    |
|                | | Frohsinnstraße 30-32 (Karte)           | 1922/23             | Ehemalige „Arbeitersiedlung Kolonie“ Mehrfamilien-Doppelhaus mit Gesimsen, Fensterläden, Walmdach und Zwerchhäusern | BW |
|                | Friedhofskapelle; Friedhof                                                                         | Friedhofstraße 51 (Karte)              | Um 1530; 1662/64    | Städtischer Friedhof mit Kapelle außerhalb der Stadtmauer um 1530 angelegt; nach Zerstörung der Kapelle im Dreißigjährigem Krieg, 1662–1664 als barocke Saalkirche neu errichtet; Grabmäler des 16.–18. Jahrhunderts an der Kapelle; 1967 Vordach aus Sichtbeton mit Gedenkstätte für die Opfer des Nationalsozialismus angebaut, barocke Ausstattung (mit Ausnahme des Altars) entfernt Kapellenbau mit quadratischem Chor, Rundbogenfenstern, Dachreiter und Gruft |    |
|                | | Goldbacher Straße 16 (Karte)           | 1903                | Villa |    |
|                | Galerie Fähnle                                                                                     | Goldbacher Straße 70 (Karte)           | 1969                | Ausstellungsgebäude von 1969; im typischen Baustil der damaligen Zeit errichtet von Architekt Eugen Rugel | BW |
|                | | Hochbildstraße 15 (Karte)              |                     | | BW |
|                | Ehemaliges Postamt                                                                                 | Mühlenstraße 6 (Karte)                 | 1930/33             | Erbaut 1930/33 als Reichspostamt im Heimatschutzstil; in den 1960er Jahren verändert mit Anbauten; um 1990 wieder in ursprünglichen Zustand mit neuem Erweiterungsbau versetzt; bis 1994 Postamt, seit 2007 Büro- und Wohngebäude. Postfiliale 2023 geschlossen. Dreigeschossiger Staffelgiebelbau mit Traufgesims, Fensterbänder und Fensterläden |    |
|                | | Mühlenstraße 14 (Karte)                | 1898                | Ehemaliges Amtsgebäude; heute Polizei Freistehender Bau aus Mauerziegel im Stil des Historismus, mit Sockelgeschoss, Eckeinfassungen, Mittelrisalit | BW |
|                | Polizeirevier                                                                                      | Mühlenstraße 16 (Karte)                | 1894                | Als Amtsgebäude der Obereinnehmerei (Finanzbehörde) errichtet; bis um 1967 Finanzamt; seitdem Polizeirevier Freistehender Bau im Stil der Neorenaissance, mit Sockelgeschoss, Säulenportal, Gesimsen, Rundbogenfenster, Fensterverdachungen, Obergeschoss aus Mauerziegel, Seitenrisalit |    |
|                | | Mühlenstraße 21 (Karte)                | 1899                | Ehemaliges Gasthaus Zum Hellthor Traufständiger Bau mit Staffelgiebel, hohem Sockelgeschoss, Gesimsen, Fensterbändern, Turmerker mit spitzem Dach, Mittelrisalit mit Balkonen, Erker und Staffelgiebel |    |
| Weitere Bilder | Ehemaliger Bahnhof Überlingen Ost                                                                  | Mühlenstraße 33 (Karte)                | 1901                | Von 1901 bis 1944 Bahnhof, dann bis 2001 Haltepunkt; Empfangsgebäude 1984 an Privat verkauft; 2001 vom Bahnverkehr getrennt; ehemaliges Empfangsgebäude heute Bürogebäude Ein- bis zweigeschossiger Bau im Stil der Neugotik und dem romantisierenden Landhausstil; Gebäude aus Sandsteinquader mit Walm- und Satteldächern, Ziergiebeln, Kreuzstockfenstern, gekuppelten Zwillings- und Drillingsfenstern, Rundbogenöffnungen sowie Eingangsportal mit Säulen Geschützt nach §§ 2; 12 DSchG |    |
|                | | Nellenbachstraße 6 (Karte)             |                     | Ehemaliges Gehöft | BW |
|                | | Obere Bahnhofstraße 8 (Karte)          |                     | | BW |
|                | | Obere Bahnhofstraße 10 (Karte)         |                     | | BW |
| Weitere Bilder | Goldbacher Stollen                                                                                 | Obere Bahnhofstraße (Karte)            | 1944/45             | Als Untertage-Verlagerung für Rüstungsbetriebe aus Friedrichshafen, unter dem Tarnnamen „Magnesit“ 1944/45 durch Häftlinge des KZ-Außenlagers Überlingen-Aufkirch angelegte, rund vier Kilometer lange Stollenanlage; 1947 große Teile gesprengt; in den 1980er Jahren saniert; heute Dokumentationsstätte |    |
| Weitere Bilder | St. Leonhard                                                                                       | Obere St. Leonhardstraße 68 (Karte)    | 15./17. Jahrhundert | Im Kern aus dem 15. Jahrhundert; einstige Wallfahrtskapelle auf dem Weg zum Wallfahrtsort Alt-Birnau Rechteckbau mit Glockengiebel, Vordach und aufgemalten Eckquaderungen; barocker Altar im Innern |    |
|                | | Obere St. Leonhardstraße 70 (Karte)    | Um 1833             | Um 1833 als Wirtshaus St. Leonhard erbaut; bis 1873 Wirtshaus; heute Wohngebäude Eingeschossiger Massivbau mit Eckeinfassungen und Walmdach | BW |
|                | | Rauensteinstraße 27 (Karte)            | 1922/23             | Teil der ehemaligen „Arbeitersiedlung Kolonie“ | BW |
|                | | Rauensteinstraße 29 (Karte)            | 1922/23             | Teil der ehemaligen „Arbeitersiedlung Kolonie“ | BW |
| Weitere Bilder | Schloss Rauenstein                                                                                 | Rauensteinstraße 66 (Karte)            | 1900/05             | Als Villa mit Park auf der Anhöhe Rauhhalde im Osten der Stadt errichtet; seit den 1950er Jahren Schulungsgebäude Zweigeschossige, neobarocke Villa mit Eckrisaliten, Quaderungen, Mansarddächern und Reliefs |    |
|                | Schreibersbildkapelle                                                                              | Schreibersbildstraße (Karte)           | 1534; 1659          | Wegkapelle; 1534 erstmals erwähnt; 1659 umgebaut Kleiner Rechteckbau mit Korbogenportal und aufgemalten Eckquaderungen | BW |
|                | | Seestraße 1 (Karte)                    |                     | | BW |
|                | Hochbild                                                                                           | St.-Ulrich-Straße (vor Nr. 20) (Karte) | 1330; 1972          | 1330 gestiftetes Wegekreuz mit hölzernem Baldachin; ursprünglicher Standort an der Hochbildstraße (Hochbildkreuzung); Original im städtischen Museum; Kopie an der Hochbildkreuzung 1964 durch Verkehrsunfall zerstört; seit 1972 am Standort vor dem Alten- und Pflegeheim St. Ulrich | BW |
|                | | St.-Ulrich-Straße 51 (Karte)           |                     | | BW |
| Weitere Bilder | Stadtgarten; Städtische Anlagen                                                                    | Stadtgarten (Karte)                    | 1870er; 1905        | Zweiteilige Parkanlage in Hanglange aus dem späten 19. Jahrhundert; im 20. Jahrhundert erweitert Unterer Stadtgarten (entlang der Bahnhofstraße): Botanischer Garten mit Ausläufer in den Stadtgraben (Grundgraben), um 1870 angelegt, später erweitert; mit neobarocken Zinkgussbrunnen und Gerätehaus aus Fachwerk Oberer Stadtgarten (auf Molassefels): mit Wald; Aussichtspavillon; oktogonaler Pavillon aus Gusseisen, 1875 an Felshang errichtet; wegen eines Felssturzes 1884 an die heutige Stelle versetzt. 2003/04 restauriert Hexenhaus; früher Klausnerhütte oder Waldkirchli Als Eremitage 1905 errichtet; 2002 grundlegend saniert |    |
| Weitere Bilder | Tunnelbelüftungsturm                                                                               | Stadtgraben (Scheerengraben) (Karte)   | 1901                | Teil der Sachgesamtheit Bodenseegürtelbahn Belüftungsturm im „mittelalterlichen Stil“ des darunter verlaufenden Eisenbahntunnels Turm aus Werkstein mit Konsolenfries und Zinnen Geschützt nach §§ 2; 12 DSchG |    |
| Weitere Bilder | Eisenbahnanlage mit Tunnel, Tunnelportalen, Tunneleinschnitt, Brücke und ehemaligem Bahnwärterhaus | Wiestorstraße 8 (Karte)                | 1901                | Teil der Sachgesamtheit Bodenseegürtelbahn Westtunnel (948 m) mit Tunnelportalen Offener Tunneleinschnitt (rund 150 m; heute Bahnhaltepunkt Überlingen) mit Futtermauern und Brücke Ehemaliges Bahnwärterhaus Wiestorstraße 6; eingeschossiger Massivbau mit Fensterverdachung aus Klinker Osttunnel (616 m) mit Tunnelportalen Geschützt nach §§ 2; 12 DSchG |    |
|                | Franz-Sales-Wocheler-Schule; ehemaliges Waisenhaus                                                 | Wiestorstraße 33 (Karte)               | 1854                | Benannt nach Franz Sales Wocheler, katholischer Stadtpfarrer (1820–1848), Ehrenbürger und Förderer des städtischen Schulwesens Gebäude 1854 als Waisenhaus eröffnet; von 1889 bis 1952 Volksschulgebäude (Waisenhausschule); bis in die 1960er weitere Schulen; heute Förderschule Langgezogener, zweigeschossiger Bau mit Seitenrisaliten und Eckquaderungen, rustiziertem Sockel sowie Gesimsbändern aus Sandstein. Ursprünglich befand sich auf dem Dach noch ein kleiner Uhr- bzw. Glockenturm |    |

### Ehemalige Denkmale
| Bild           | Bezeichnung                      | Lage                               | Datierung                      | Beschreibung | ID |
| -------------- | -------------------------------- | ---------------------------------- | ------------------------------ | --- | -- |
| Weitere Bilder | Löwenzunft                       | Ehemals Hofstatt 7                 | 1444; um 1890                  | Ehemaliges Gesellschaftshaus der Patrizier (Löwenzunft), gegenüber dem Rathaus; Gebäude 1444 erstmals erwähnt; galt als eines der wichtigsten und auffälligsten Kulturdenkmale der Stadt; um 1890 Umbau des zweigeschossigen Gebäudes im neugotischen Stil (Ähnlich dem Gebäude Marktstraße 1); reichlich verziertes Fachwerkobergeschoss, Turmerker an der Nordostecke, großer Zwerchgiebel, Steildach mit mehreren gestalteten Dachgauben sowie einem Staffelgiebel an der Südseite, gotische Fenstergruppe (dahinter der historische Gesellschaftssaal) mit Glasmalereien der Patrizierwappen ergänzt; 1905 Fassadenmalereien von wichtigen Ereignissen der Stadtgeschichte angebracht; von 1891 bis 1932 Spar- und Waisenkasse (später Bezirkssparkasse Überlingen); dann bis 1945 Kreisleitung der NSDAP dort untergebracht; nach dem Einmarsch der französischen Truppen am 25. April, Löwenzunft als Dienstgebäude der französischen Kommandantur und Lagerort für konfiszierte Waffen und Munition sowie weitere Gegenstände genutzt; durch Entzündung der dort gelagerten Waffen und Munition, Löwenzunftgebäude am 1. Mai 1945 durch Brand vollkommen zerstört, die eigentliche Brandursache ist unbekannt; Brandruine kurz darauf abgebrochen Um 1952 Neue Löwenzunft im einfachen, zeitgenössischen Architekturstil am alten Platz errichtet; keine Rekonstruktion des Vorgängergebäudes; als einziges erhaltenes Element des historischen Löwenzunftgebäudes, wurde am neuen Haus ein spätgotischer Wimperg mit steinernem Löwen, zwei Wappen (mit jeweils stehendem schwarzen Adler, eines mit Doppeladler sowie Brustschild) und den Inschriften 1444, 1952, angebracht |    |
|                |                                  | Ehemals Jakob-Kessenring-Straße 32 |                                | Spätmittelalterliches Patrizierhaus; 1991 durch Brand komplett zerstört; heute dort modernes Wohn- und Geschäftshaus |    |
|                |                                  | Krummebergstraße 32 (Karte)        | Um 1446; 17. Jahrhundert; 1960 | Bis 1609 Pfründhaus der Kaplanei St. Elisabeth; heute Wohnhaus; 1960 aufgestockt Massives, dreigeschossiges Eckgebäude, im Sockelgeschoss Rundbogenöffnungen, Standerker mit Fachwerk als Kellerhalsvorbau und Eingangstor Denkmalamt hob wegen „Mangel an Originalität“ durch die zahlreichen baulichen Veränderungen den Status als Kulturdenkmal auf. |    |
|                |                                  | Ehemals Münsterstraße 34           |                                | Anfang der 1990er Jahre durch Neubau ersetzt |    |
|                | Alten- und Pflegeheim St. Ulrich | St.-Ulrich-Straße 20 (Karte)       | 1883/85                        | Erbaut um 1883/85 als städtisches Krankenhaus (bis 1961, seitdem als Alten- und Pflegeheim genutzt) Seitenflügel durch Neubauten ersetzt (1965 und 1979); denkmalgeschützter Mittelbau durch Umbauten stark verändert, dadurch aus Denkmalliste gestrichen | BW |
|                | Hotel Traube                     | Ehemals Wiestorstraße 5            | 1481                           | Datiert im Jahr 1481; westlicher Gebäudeteil um 1930 aufgestockt und zweigeschossiger Erker hinzugefügt; Hotel Traube 2001 durch Brand vollkommen zerstört; heute dort modernes Wohnhaus |    |
|                |                                  | Ehemals Zeughausgasse 3 & 5        |                                | Ende der 1980er Jahre durch Neubauten ersetzt Geschützt nach § 2 DSchG |    |

## Ortsteile
| Bild           | Bezeichnung                  | Lage                                       | Datierung                        | Beschreibung | ID |
| -------------- | ---------------------------- | ------------------------------------------ | -------------------------------- | --- | -- |
| Weitere Bilder | St. Verena                   | Andelshofen, Johanniterweg 40 (Karte)      | 1885                             | Anstelle einer älteren Kirche; katholische Pfarrkirche, 1885 der heiligen Verena geweiht Einschiffiger Kirchenbau im Stil der Neugotik mit Chorturm, Portal mit Wimperg und Fensterrose sowie Strebepfeiler mit Fialen |    |
| Weitere Bilder | St. Michael                  | Aufkirch, Aufkirch 41 (Karte)              | Vor dem 10. Jahrhundert          | Ursprüngliche Pfarrkirche von Überlingen (bis 1350), dem Erzengel Michael geweiht; 1950 Einsturz des frühgotischen Turms, danach Wiederaufbau Einschiffiger Saalbau mit Wackensteinmauerwerk, zweijochiger Chor mit Kreuzrippengewölbe aus dem 14. Jahrhundert |    |
|                | St. Pelagius und Verena      | Bonndorf, Ratsweg 4 (Karte)                | 14./17. Jahrhundert              | Eine der wenigen Wehrkirchen im Linzgau, den heiligen Pelagius und Verena geweiht; frühgotischer Turm mit Schießscharten; gotischer Chor aus dem 14. Jahrhundert; im 17. Jahrhundert teilweiser Neubau | BW |
|                | St. Andreaskapelle           | Deisendorf, Kirchgasse 14 (Karte)          | 13. Jahrhundert; 1666            | Kapelle, dem Apostel Andreas geweiht; Längsrechteckbau mit Dachreiter; Glocke aus der Wallfahrtskirche Birnau |    |
|                | Ausgedinghaus                | Deisendorf, Kirchgasse (Karte)             | 1843                             | Fachwerkhaus |    |
| Weitere Bilder | Siechenkapelle; Eißenkapelle | Deisendorf, Feldweg (Karte)                |                                  | Wegkapelle; früher Wallfahrtsort für Menschen mit Eitergeschwüren |    |
| Weitere Bilder | St. Sylvester                | Goldbach, Goldbach 1 (Karte)               | 9. Jahrhundert                   | Vorromanische Kirche mit bedeutenden karolingischen (um 840) und ottonischen Wandmalereien aus der Reichenauer Schule; seit dem 14. Jahrhundert dem heiligen Silvester geweiht; Fresken um 1900 wiederentdeckt Einfacher Saalbau mit Rechteckchor, Satteldach und hölzernem Dachreiter, rundbogige Fenster sowie spitzbogige mit Fischblasenornament |    |
| Weitere Bilder | Mesnerhaus                   | Goldbach, Goldbach 15 (Karte)              |                                  | Träger des Denkmalschutzpreises Baden-Württemberg 1998 |    |
|                | Obere Mühle                  | Goldbach, Goldbach 18 (Karte)              |                                  | |    |
| Weitere Bilder | St. Bartholomäus             | Hödingen, Brunnenstraße 12 (Karte)         | 17. Jahrhundert                  | Katholische Pfarr- und Wallfahrtskirche, dem Apostel Bartholomäus geweiht; um 1685 neu erbaut Saalkirche mit Rechteckchor und mehrstufigem Dachreiter mit Zwiebeldächern |    |
|                | Linzgauer Einhaus            | Hödingen, Max-Mutscheller-Straße 6 (Karte) | 1685                             | Landwirtschaftlicher Eindachhof, mit zwei Geschossen, Satteldach, verputztem Fachwerk; Stallteil aus Backstein; Scheune mit Fachwerk und Vordach | BW |
| Weitere Bilder | Schloss Spetzgart            | Hödingen, Spetzgart 1 (Karte)              | 13./16./18. Jahrhundert; um 1906 | Ehemalige Burg; ab 1481 in Besitz der Reichlin von Meldegg, dann ab 1501 beim Kloster Obermarchtal; im 18. Jahrhundert beim Augustinerkloster Konstanz; um 1754 Aus- und Umbau des Schlosses; 1896 Fremdenpension; 1906 Erweiterung des Schlosses, dabei der rechtwinklig zum alten Herrenhaus aufgeführte viergeschossige Westflügel mit Turm und Staffelgiebel errichtet, bis 1928 Luftkur-Sanatorium; seitdem Zweigstelle der Schule Schloss Salem (Salem Kolleg); Um- und Anbauten der 1970er Jahre |    |
| Weitere Bilder | Unsere Liebe Frau            | Lippertsreute, Kirchweg 10 (Karte)         | 1882                             | Geweiht Maria (Unsere Liebe Frau); einschiffige Saalkirche im Stil der Neugotik; Anstelle einer älteren Kirche |    |
|                | Gasthof Adler                | Lippertsreute, Hauptstraße 44 (Karte)      | 18. Jahrhundert                  | Stattlicher Fachwerkbau |    |
| Weitere Bilder | St. Peter und Paul           | Nesselwangen, Hohenfelsstraße (Karte)      | 1650                             | Pfarrkirche |    |
| Weitere Bilder | St. Cosmas und Damian        | Nußdorf, Zum Karpfen 2 (Karte)             | 14. Jahrhundert                  | Gotische Kapelle mit Fresken aus dem 16. Jahrhundert, den Heilkundigen Kosmas und Damian geweiht |    |